# Flora und Vegetation Mallorcas

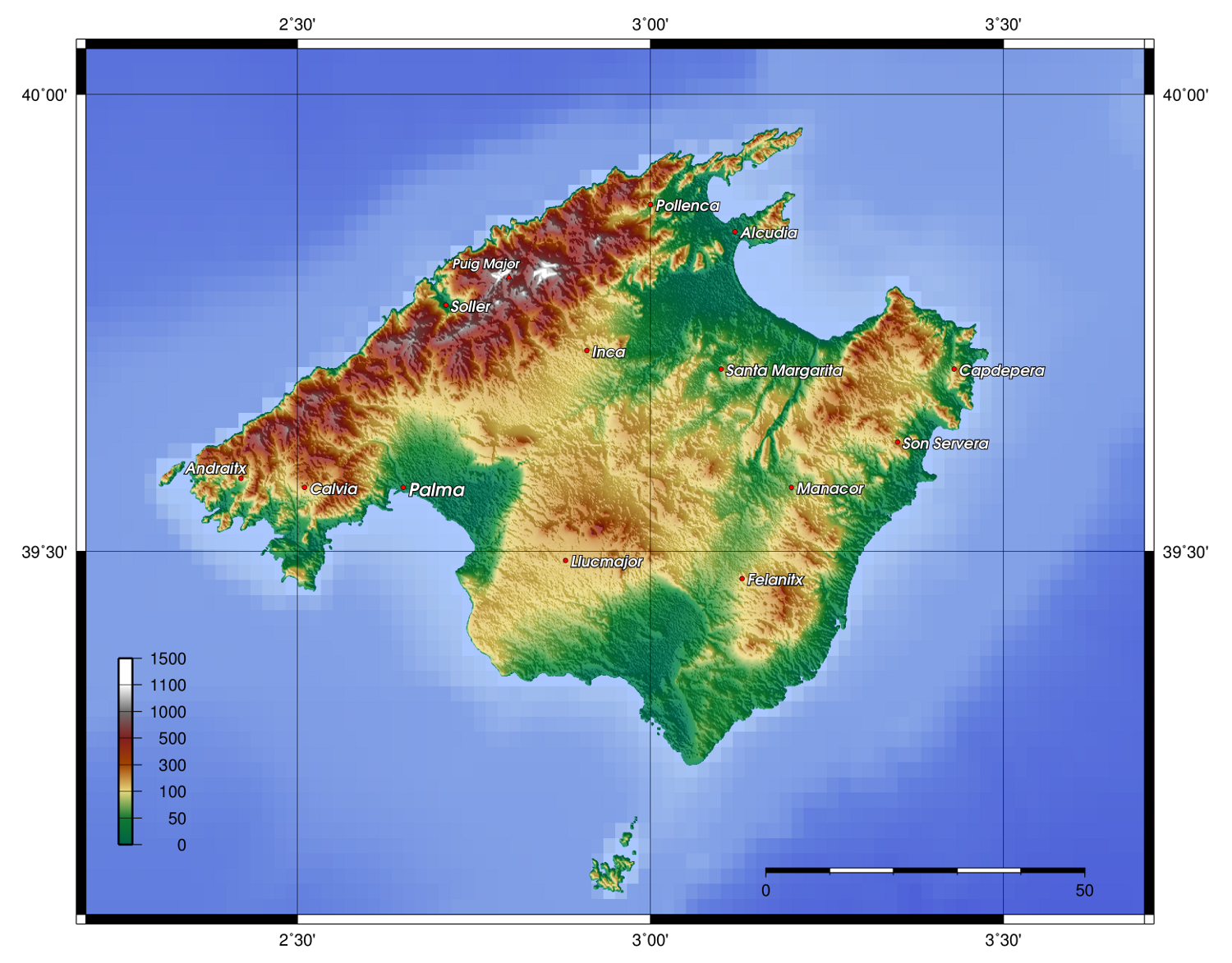
Topografie von Mallorca

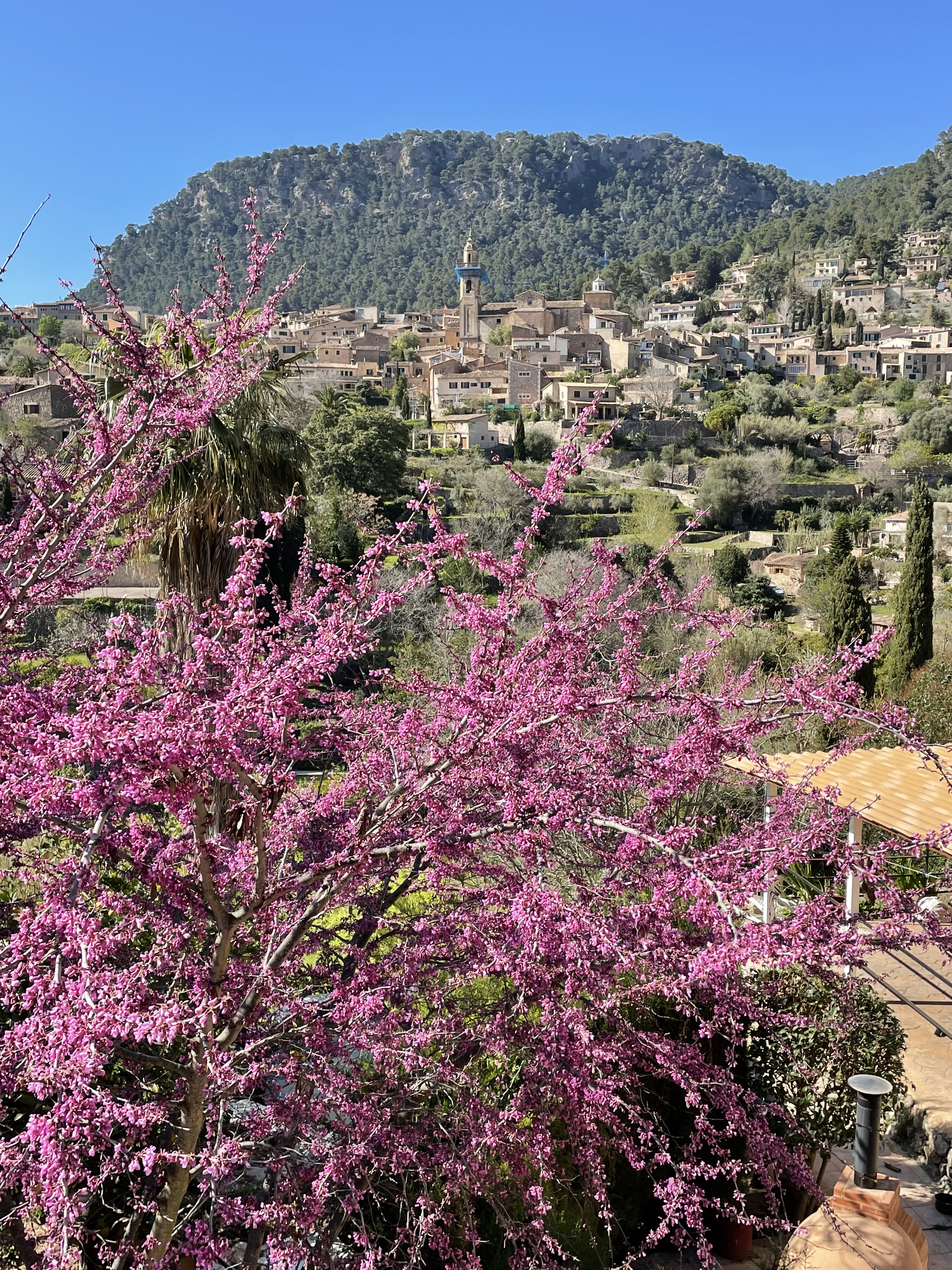
Gewöhnlicher Judasbaum (Cercis siliquastrum) vor dem Bergdorf Valldemossa

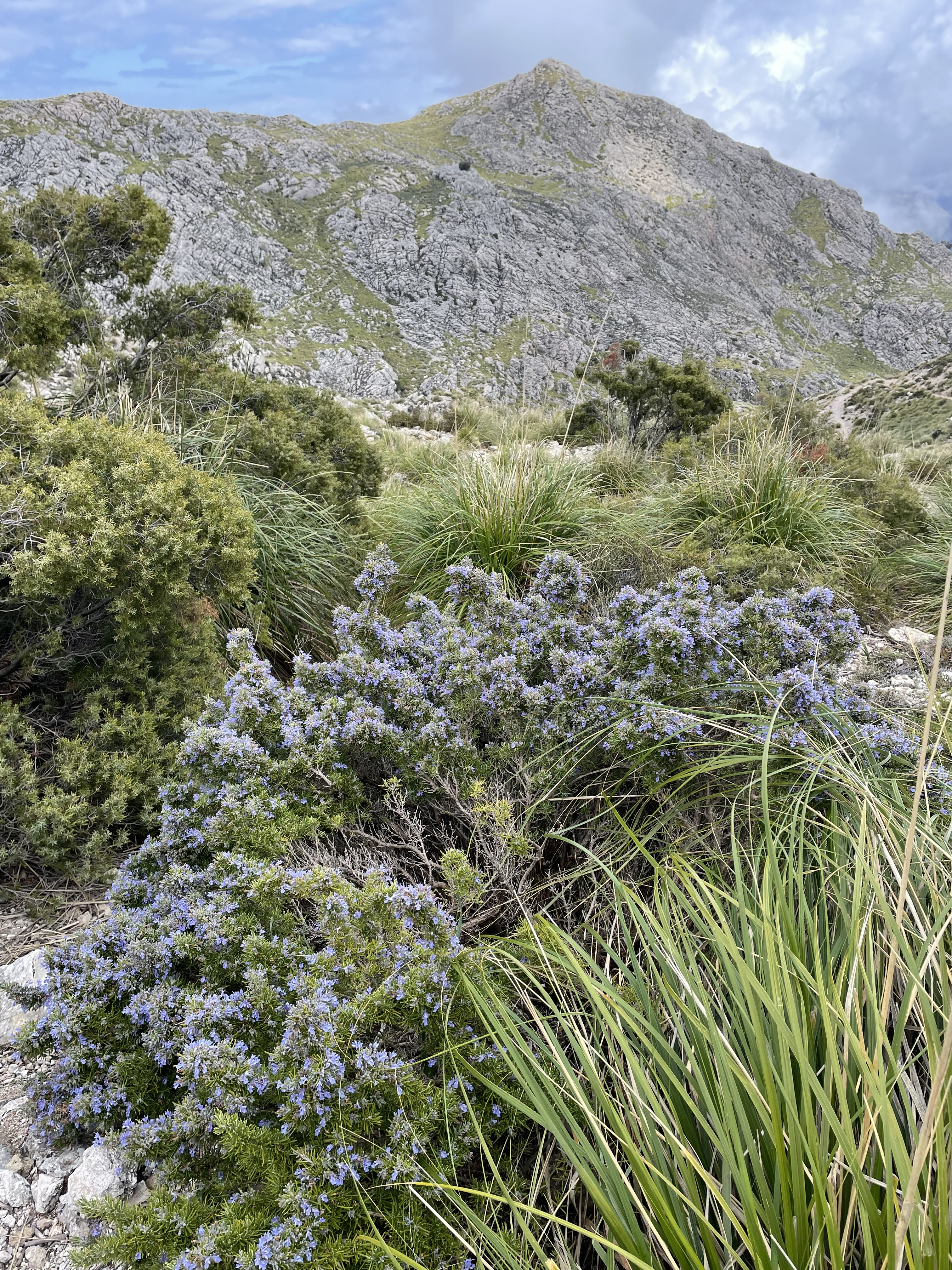
Rosmarinblüte im Tramuntanagebirge

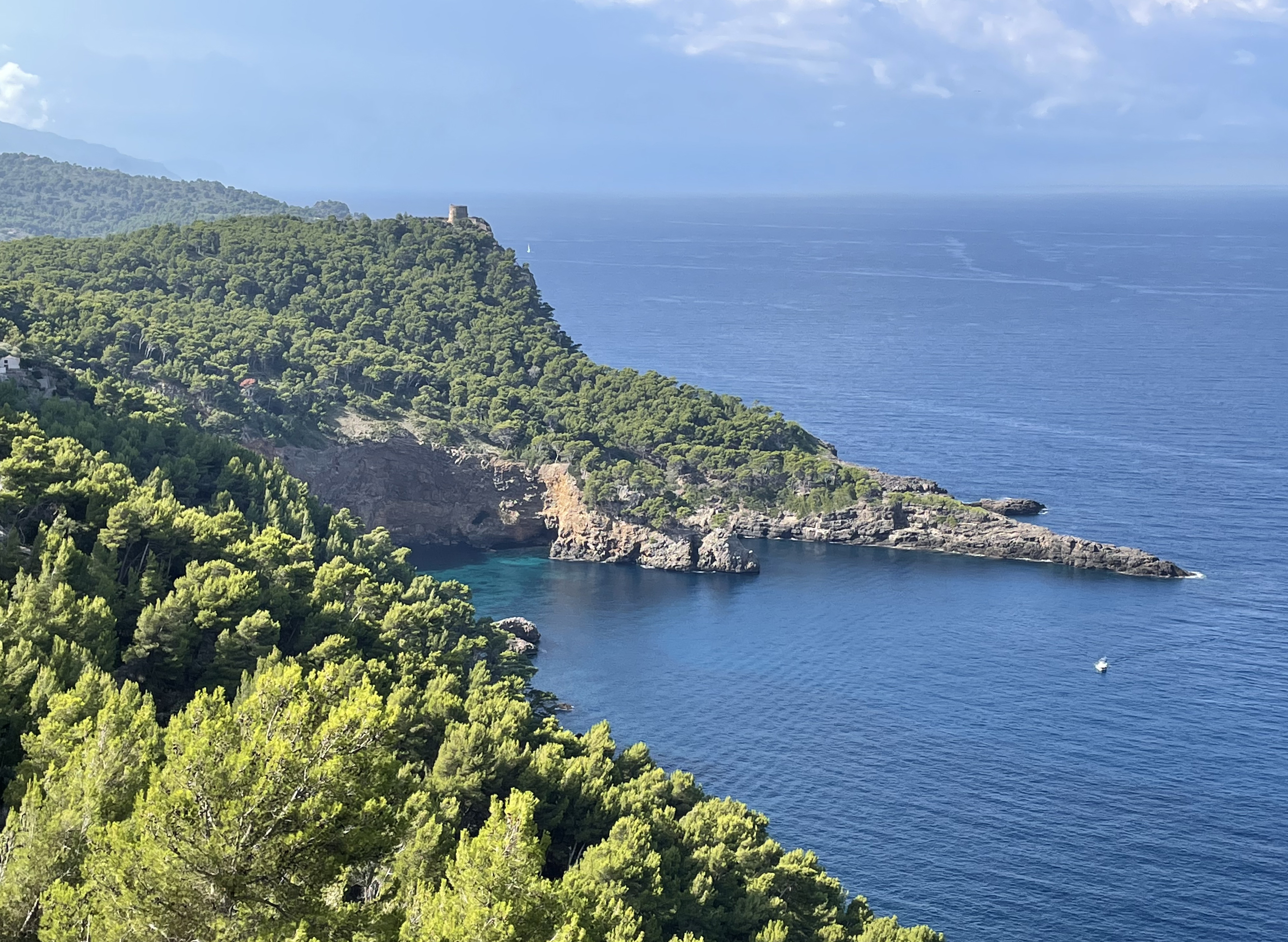
Bewaldete Küste bei Sóller

Die Flora und Vegetation Mallorcas zeichnet sich durch einen typisch mediterranen Charakter aus, mit einer im Frühjahr opulent blühenden Küstenflora, von Hartlaubgewächsen dominierte Macchie, einer artenreichen Felsheide und im Hinterland immergrünen Steineichen- und Kiefernwäldern. Mit etlichen Endemiten besonders interessant ist die Serra de Tramuntana, ein etwa 90 Kilometer langer Gebirgszug, der sich vom äußersten Südwesten bis in den Nordosten der Insel erstreckt. Mit Höhen von bis zu 1436 Meter gehört das Mittelgebirge seit 2011 zum UNESCO-Weltnaturerbe.

## Geografie und Klima
Die spanische Insel Mallorca  liegt im Westlichen Mittelmeer, zusammen mit Menorca, Ibiza und Formentera sowie 146 kleineren unbewohnten Inseln bildet sie die Inselgruppe der Balearen. Die Hauptinsel Mallorca hat einschließlich vorgelagerter Inseln eine Fläche von 3622 km².
Auf Mallorca herrscht ein gemäßigtes subtropisches Mittelmeerklima mit heißen Sommern und milden, teils feuchten Wintern vor. Die jährliche Niederschlagsmenge kann erheblich variieren, im nordwestlichen Bergland fallen mitunter mehr als 1400 mm, das entspricht in etwa der doppelten Menge von Frankfurt am Main. An der überwiegend trockenen Süd- bzw. Südostküste sind es lediglich 300–350 mm. Die meisten Niederschläge fallen in den Monaten Oktober bis Dezember, im Winter kann es in höheren Lagen schneien. Den Sommer bestimmt von gelegentlichen unwetterartigen Gewittern abgesehen eine lange Trockenphase, in der die meisten Pflanzen eine Ruhephase einlegen, sprich verdorren, um erst wieder nach dem ersten Herbstregen zu neuem Leben zu erwachen. Der Winter ist relativ kurz, die Mandelblüte setzt schon im Januar ein.

## Historie
Die Erforschung der Flora Mallorcas begann zu Anfang des 18. Jahrhunderts. 1712 gab der Botaniker Juan Salvador erstmals einen Pflanzenkatalog über die auf den Balearen vorkommenden Arten heraus. Gut hundert Jahre später erforschte der französische Botaniker Jacques Cambessèdes im Frühjahr 1824 während einer mehrmonatigen Exkursion die Flora Mallorcas. Etliche endemische Arten tragen den Namen Cambessèdes als Epitheton im wissenschaftlichen Namen, u. a. Mallorca-Kugelblume (Globularia cambessedesii), Balearen-Krokus (Crocus cambessedesii) und Balearen-Pfingstrose (Paeonia cambessedesii).
Auf früheren Arbeiten aufbauend erschien 1879–1881 von Francisco Barceló y Combis mit Flores de las Islas Baleares das erste umfangreiche wissenschaftliche Werk zur Flora der Inselgruppe.
Der mallorquinische Priester, Dichter und Botaniker Francesc Bonafé Barceló (* 1908; † 1994) veröffentlichte 1977–1980 Flora de Mallorca. Obwohl mit Schwarzweißbildern ausgestattet ist die vierbändige Ausgabe mit insgesamt 1565 Seiten bis heute eines der Standardwerke der mallorquinischen Pflanzenkunde.
1992 eröffnete der Botanische Garten Sóller. Die rund 1300 Arten umfassende Sammlung widmet sich unter besonderer Berücksichtigung der auf Mallorca vorkommenden Pflanzen überwiegend der mediterranen Flora.

## Artenvielfalt und Endemismus
Auf Mallorca einschließlich der Nachbarinseln Menorca, Ibiza und Formentera gibt es je nach Quelle rund 1500 bis 1800 Gefäßpflanzen, etwa 180 davon stehen auf der Roten Liste gefährdeter Arten. Der überwiegende Anteil der Arten kommt auch in anderen Teilen des Mittelmeergebietes vor. Geobotanische Beziehungen gibt es zur Küstenflora von Katalonien, Südfrankreich und der nordafrikanischen Küste zwischen Marokko und Tunesien.
Für die Balearen sind 140 Endemiten nachgewiesen. Fast alle davon finden sich auf der Hauptinsel Mallorca. Mehr als die Hälfte der Endemiten kommt in der Serra de Tramuntana vor. Die Gattung Ginster ist mit etwa zehn endemischen Arten vertreten, an den Küsten gibt es rund 20 Arten aus der Gattung Strandflieder.

## Vegetation

### Küstenvegetation

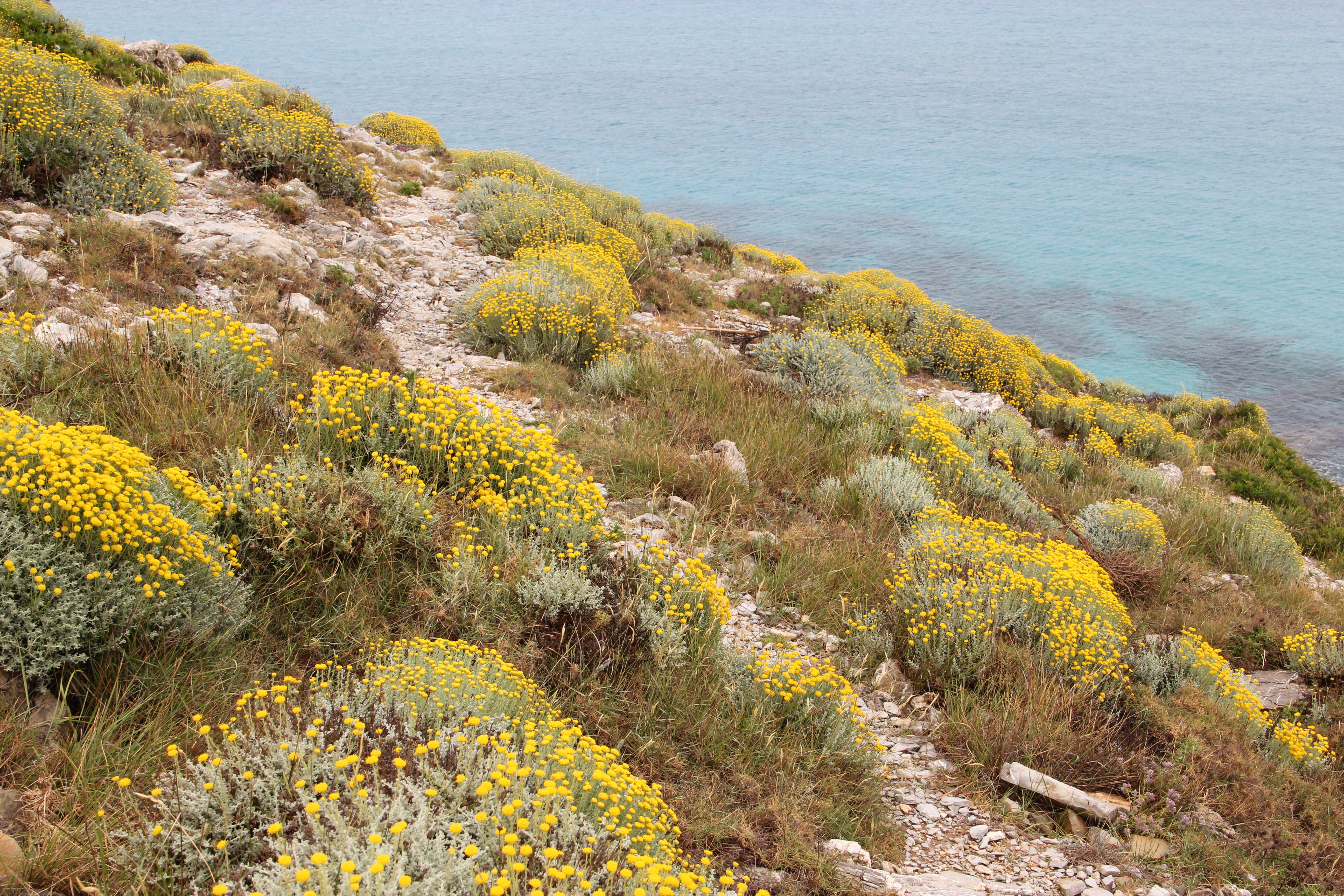
Küstenflora bei Cala Mesquida

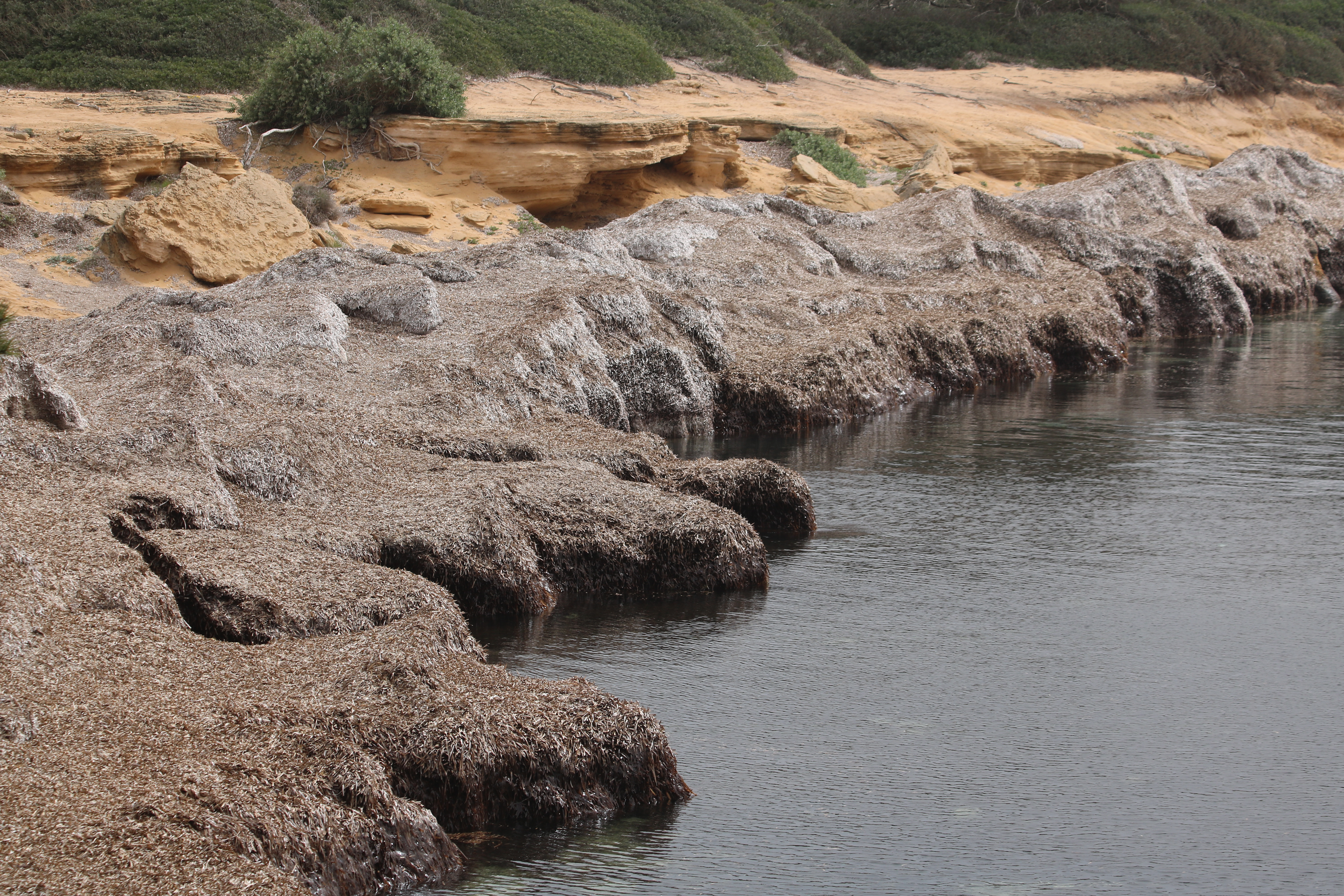
Neptungrasbänke an der Cala en Tugores

Mallorca verfügt über eine stark gegliederte Küstenlinie von 550 Kilometern Länge, wobei Sandstrände einen Anteil von unter 10 Prozent ausmachen. Der größte Teil der Küste wird von Steilküsten und Kieselstränden eingenommen. Unmittelbar am Spülsaum und dahinter liegenden Dünen oder Felsen siedeln vornehmlich Salzpflanzen (Halophyten), die an das salzhaltige Milieu angepasst sind. Am Spülsaum finden sich u. a. Strand-Wolfsmilch (Euphorbia paralias), Meerfenchel (Crithmum maritimum) und Stranddistel (Eryngium maritimum).
Die Salzmarschen und Ufer der Feuchtgebiete in dem an die Bucht von Alcúdia grenzenden Parc natural de s’Albufera de Mallorca sind vornehmlich mit Gliedermelden (Arthrocnemum sp.), Soden und der Stechenden Binse (Juncus acutus) bewachsen. Die kilometerlangen Entwässerungskanäle säumt ein dichter Gürtel aus Pfahlrohr (Arundo donax), im Hinterland stehen große Kolonien von Breitblättrigem Klebalant (Dittrichia viscosa).
Auf den kalkhaltigen Plateaus an der Südküste bilden Küstenstrandstern (Pallensis maritima) und Geißkleeartiger Hornklee (Lotus cytisoides) kissenförmige Polster aus. In den Dünen von Cala Mesquida und dem als Naturpark ausgewiesenen Strand Es Trenc sind u. a. Dünen-Trichternarzisse (Pancratium maritimum), Mittelmeer-Strohblume (Helichrysum stoechas) und verschiedene Strandfliederarten anzutreffen. Mancherorts reicht Phönizischer Wacholder (Juniperus phoenicea) bis dicht ans Wasser heran.
Vornehmlich an unbewirtschafteten Stränden bilden sich mitunter meterhohe Ablagerungen von angeschwemmtem Neptungras (Posidonia oceanica). Aus abgestorbenem und zusammengerolltem Material finden sich vielerorts an Stränden tennisballgroße Seebälle. Das wegen der Fähigkeit CO2 zu speichern für das Ökosystem immens wichtige submarine Wassergras (fälschlicherweise oft als Alge bezeichnet) wächst in den balearischen Küstengewässern in großen Kolonien. Ein geschütztes Gebiet von Neptungraswiesen liegt im zwischen Ibiza und Formentera ausgewiesenen Parc Natural de ses Salines, dieser Naturpark ist seit 1999 UNESCO-Weltnaturerbe.

### Macchie und Garrigue
Jenseits der Küste bedeckt eine teils bis zu fünf Meter hohe Macchie aus vornehmlich immergrünen Sträuchern und Hartlaubgewächsen weite Teile der nicht als Kulturland genutzten Fläche der Insel. Ein typischer Vertreter davon ist die Zwergpalme (Chamaerops humilis), sie steht oberhalb der Küsten und ist auch im Tramuntanagebirge und in der bis zu 561 Meter hohen Serres de Llevant im Bergland von Artà anzutreffen.

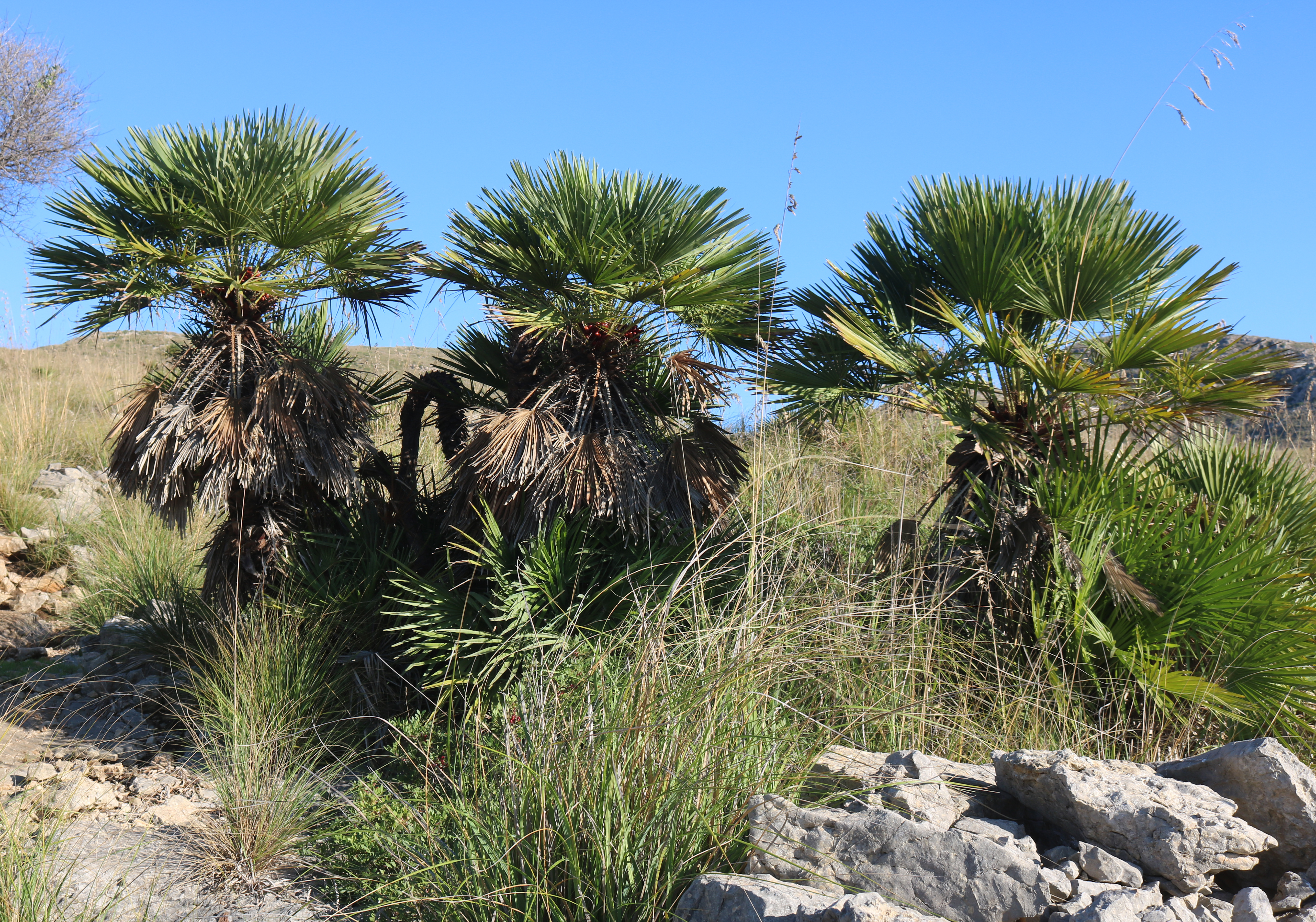
Zwergpalmen im Naturpark Llevant

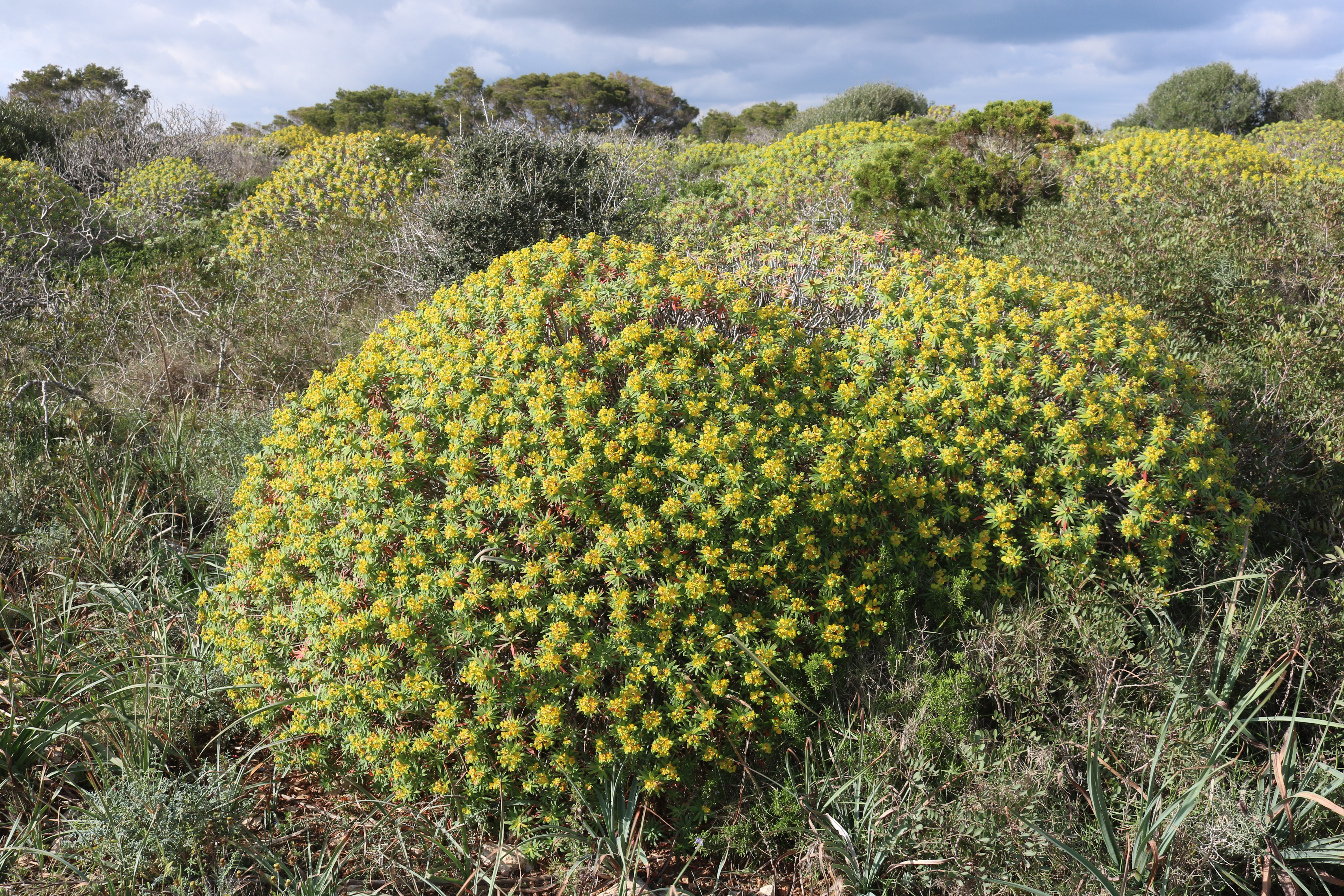
Wolfsmilchflur bei Cala Figuera

Eine der am weitesten verbreiteten Arten auf Mallorca ist der Diss (Ampelodesmos mauritanicus). Das invasive Süßgras besetzt mitunter zusammenhängende Flächen von mehreren Quadratkilometern und verdrängt dabei zunehmend lokale Arten. Es reicht von der Küste bis auf die Kammhöhen der Serra de Tramuntana hinauf. Eine Bekämpfung der ursprünglich als billige Futterpflanze eingeführten bis zu drei Meter hoch wachsenden Horste erwies sich bislang als wirkungslos.
Besonders artenreich zeigt sich die Garrigue, die außer küstennahen Flächen auch felsige Kammlagen der Serra de Tramuntana besetzt. Die Pflanzen dieser durch Überweidung und Brände entstandenen degradierten Strauchformation werden selten höher als eineinhalb Meter. Hier gedeihen etliche wilde Orchideen, neben der im westlichen Mittelmeerraum weit verbreiteten und auch nördlich der Alpen heimischen Pyramiden-Hundswurz (Anacamptis pyramidalis) auch die endemische Balearen-Ragwurz (Ophrys balearica).
Die Baum-Wolfsmilch (Euphorbia dendroides) bildet an küstennahen Standorten große Kolonien aus, mancherorts ist sie landschaftsprägend. Ein toxischer Milchsaft schützt die sukkulente Pflanze vor Verbiss. Auch verschiedene Affodillgewächse, etwa der auf Mallorca allgegenwärtige Ästige Affodill (Asphodelus ramosus) sind durch einen giftigen Inhaltsstoff für Wild- und Weidetiere unattraktiv. Außer auf Felsfluren steht der Affodill häufig in Olivenhainen und auf Brachflächen.
Relativ selten ist der endemische Balearen-Kreuzdorn (Rhamnus ludovici-salvatoris). Das immergrüne Kreuzdorngewächs ist nach Erzherzog Ludwig Salvator von Österreich-Toskana benannt, der in der zweiten Hälfte des 19. Jahrhunderts sich als Chronist Mallorcas einen Namen machte und viel über die mallorquinische Flora zu berichten wusste.
Verbreitete Wildblumen und Disteln in Macchie, Garrigue und auf Brachflächen:

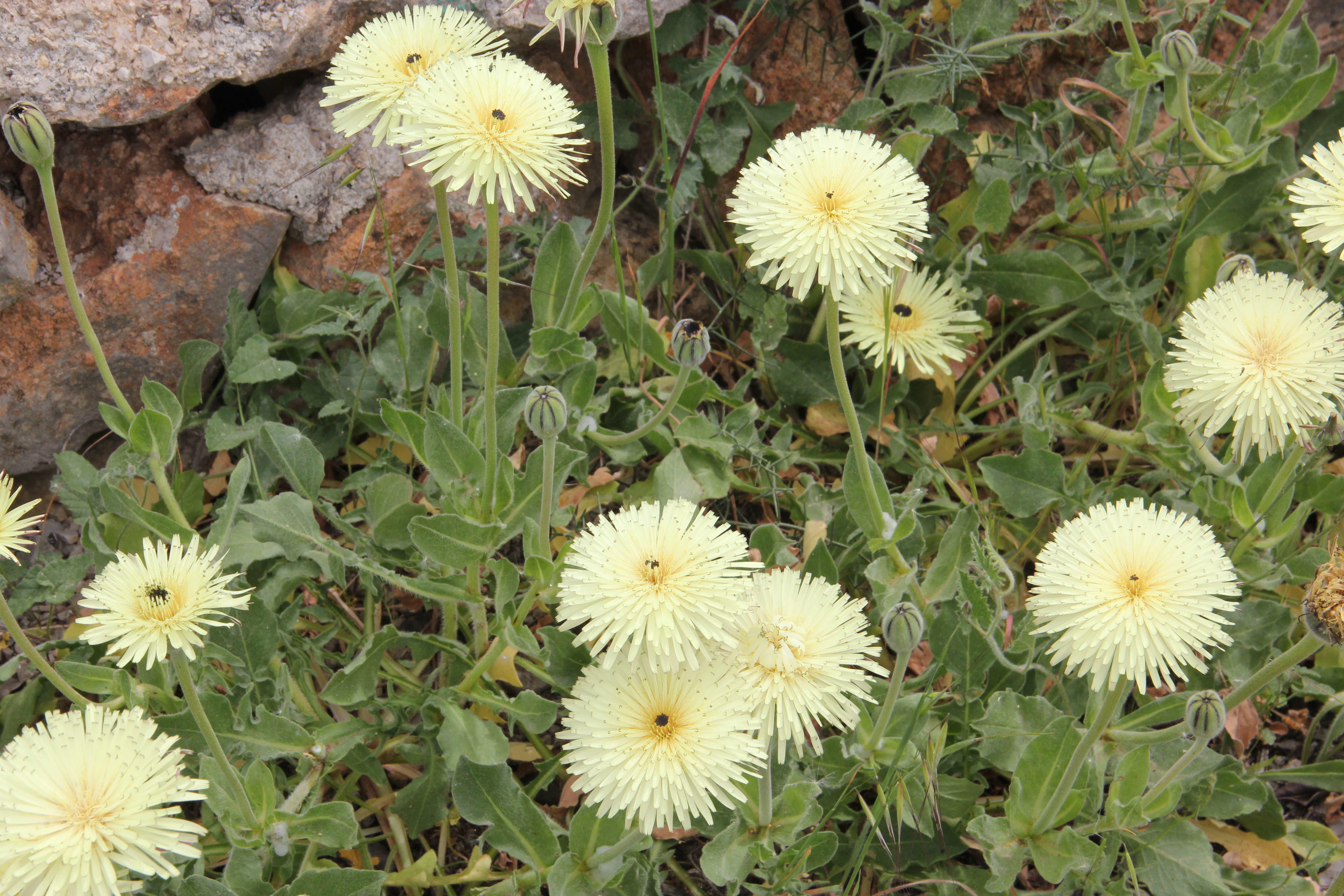
Weichhaariges Schwefelkörbchen

- Glöckchen-Lauch (Allium triquetrum)
- Spanische Golddistel (Scolymus hispanicus)
- Kronenwucherblume (Glebionis coronaria)
- Französischer Lavendel (Lavandula dentata)
- Wilde Malve (Malva sylvestris)
- Milchfleckdistel (Galactites tomentosus)
- Illyrische Siegwurz (Gladiolus illyricus)
- Weichhaariges Schwefelkörbchen (Urospermum dalechampii)
- Montpellier-Zistrose (Cistus monspeliensis)
- Weißliche Zistrose (Cistus albidus)

### Immergrüner Wald

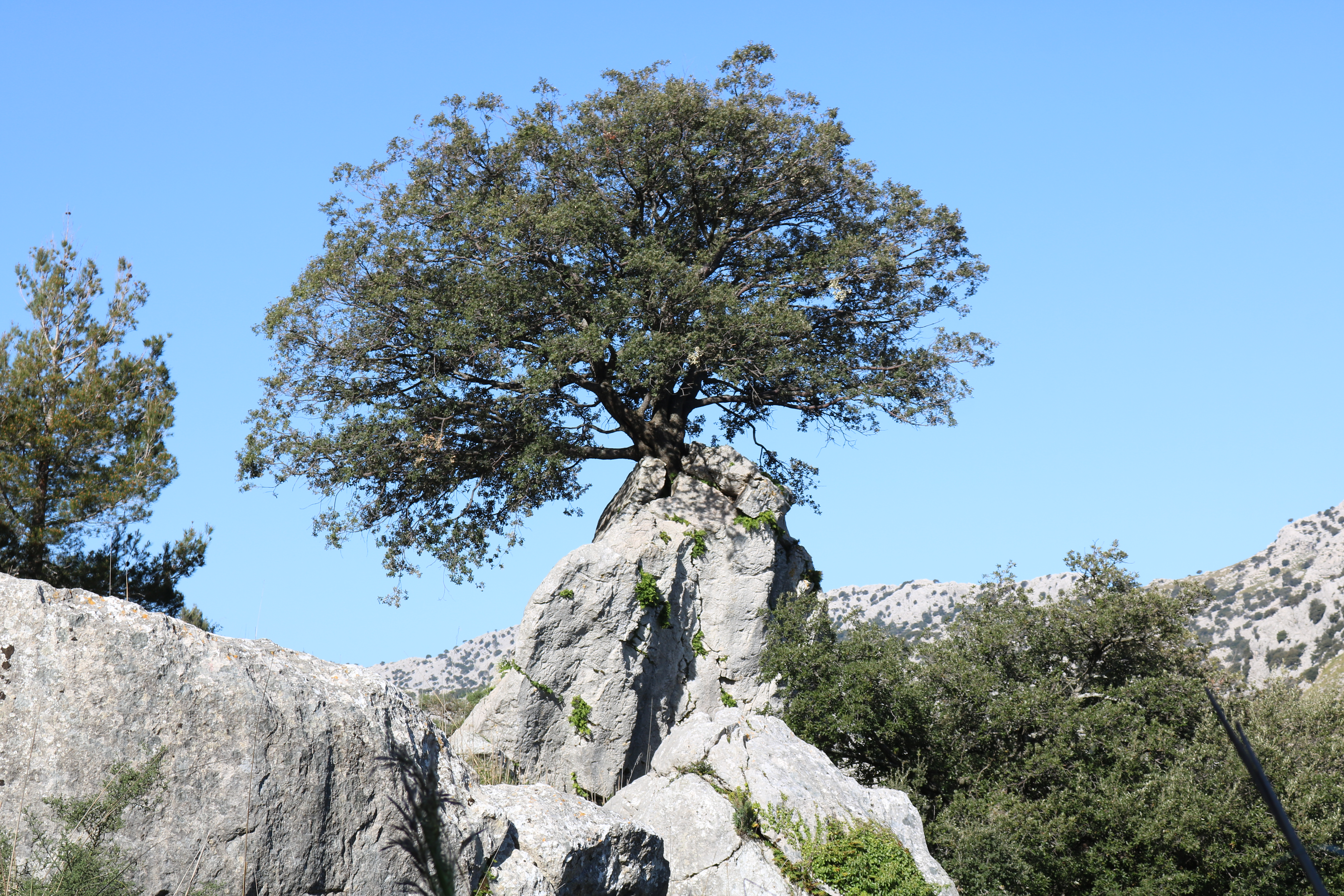
Steineiche bei Cúber

Einer der Charakterbäume Mallorcas ist die Steineiche (Quercus ilex). Vor der menschlichen Besiedlung waren weite Teile der Insel mit ausgedehnten Wäldern überzogen. Trotz der in den letzten Jahrhunderten durch Holzeinschlag und Köhlerei stark dezimierten Bestände blieben vornehmlich im Tramuntanagebirge größere zusammenhängende Wälder erhalten. Das Hartlaubgewächs bildet in Lagen zwischen 500 und 1000 Meter einen teils dichten „Steineichengürtel“. Prächtige Bestände stehen z. B. im Gebiet rund um Santuari de Lluc und im Gemeindewald von Bunyola. Die dortigen Waldwege und Rastplätze sind ein beliebtes Ziel für Wanderer. Das dichte Kronendach der Steineichen lässt nur wenig Licht hindurch, die Begleitflora fällt von daher weniger artenreich aus. Behaupten können sich u. a. Stechender Mäusedorn (Ruscus aculeatus), Spitzblättriger Spargel (Asparagus acutifolius), Zwergölbaum (Cneorum tricoccon) und das Balearen-Alpenveilchen (Cyclamen balearicum), das ungeachtet seines hübschen Erscheinungsbildes im Mallorquinischen pa porcí (deutsch Schweinebrot) genannt wird. Der Name wird auf die früher häufig in Steineichenwäldern weidenden Schweine zurückgeführt, die außer für Eicheln auch eine Vorliebe für die Knollen des Veilchens entwickelten.
Die vornehmlich im östlichen Mittelmeerraum anzutreffende Kermeseiche (Quercus coccifera) ist auf Mallorca nur wenig verbreitet.
Der vorherrschende Nadelbaum ist die Aleppo-Kiefer (Pinus halepensis). Sie steht bevorzugt in Küstennähe, kann jedoch auch bis in Lagen von 1000 Meter hinaufreichen. Die im ganzen Mittelmeerraum vorkommende Konifere wurde auf Mallorca vermutlich im 16. Jahrhundert in großem Stil aufgeforstet, um durch Waldbewuchs besser vor Piratenangriffen geschützt zu sein. Im Unterwuchs der Kiefern stehen u. a. Stech-Wacholder (Juniperus oxycedrus), Mastixstrauch (Pistacia lentiscus) und verschiedene Zistrosen.

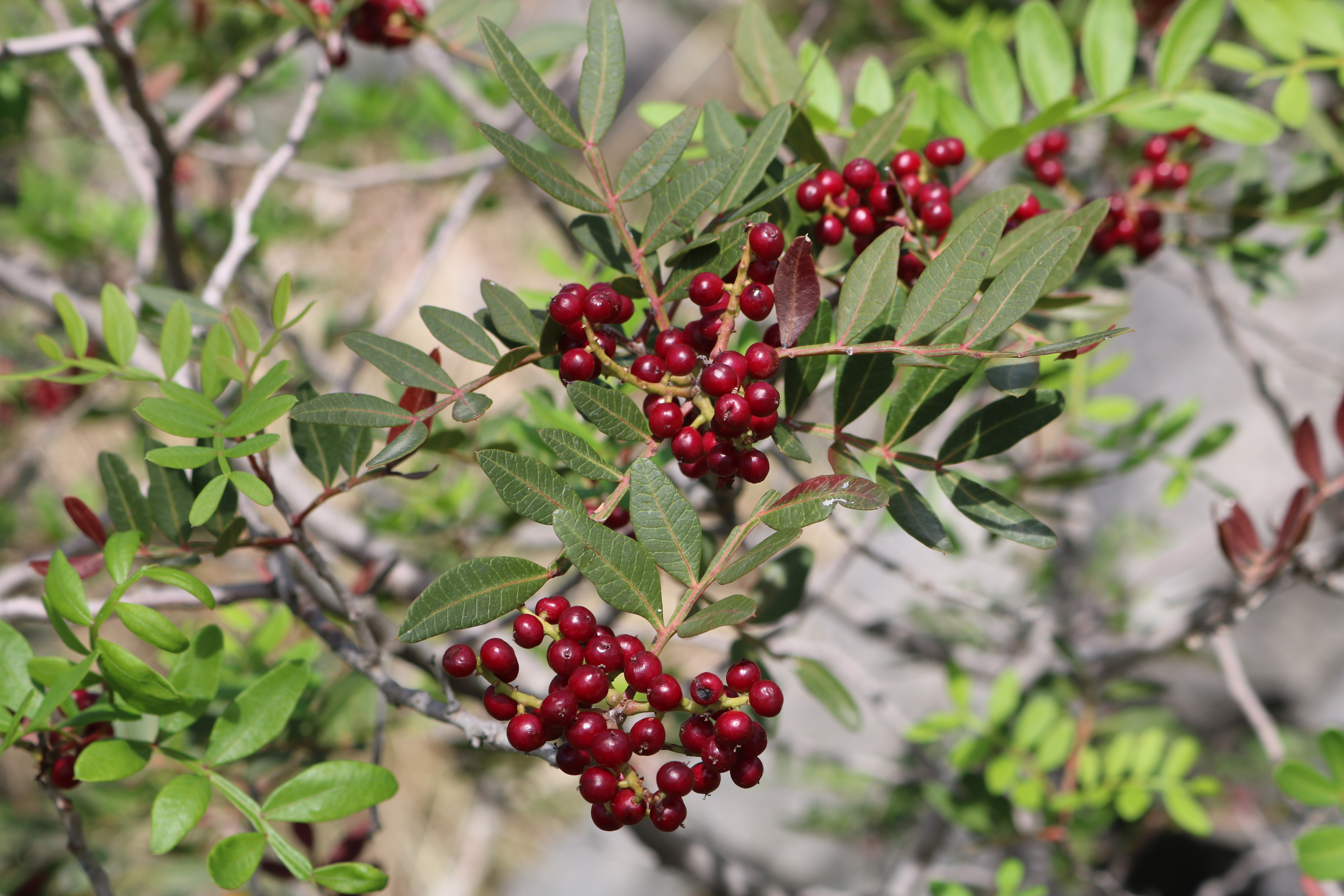
Steinfrüchte des Mastixstrauchs

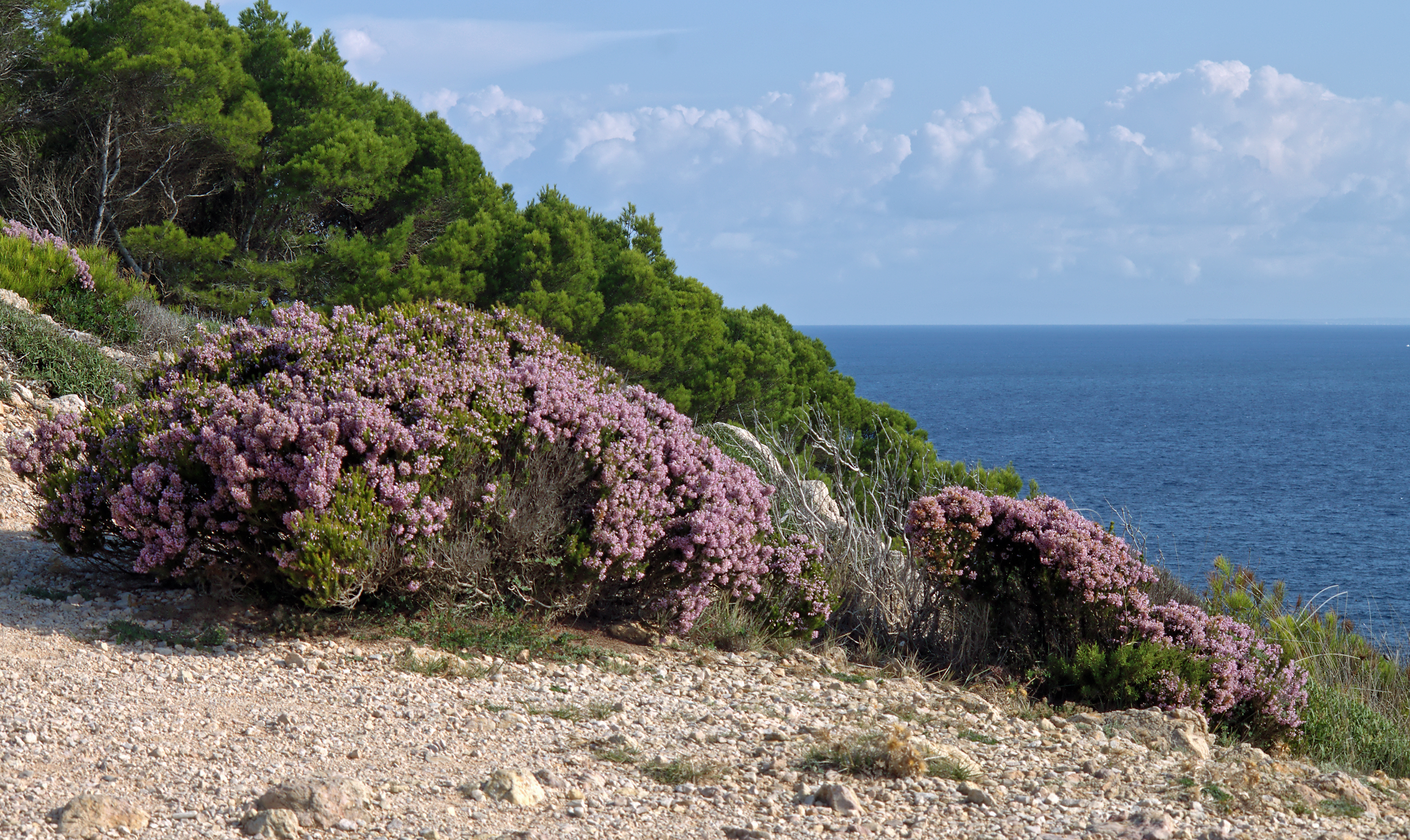
Vielblütige Heide an der Cala Mesquida

In lichten Wäldern sind Heidekrautgewächse wie Vielblütige Heide (Erica multiflora) und Baumheide (Erica arborea) verbreitet. Zu den Heidekrautgewächsen gehört auch der Westliche Erdbeerbaum (Arbutus unedo), an günstigen Standorten erreicht er eine Höhe von bis zu zehn Metern. Einzelne Individuen stehen u. a. im Vorhof des Santuari de Lluc und am Eingang zum öffentlichen Landgut Raixa. Kleine Erdbeerwälder können entlang von Wanderwegen entdeckt werden, z. B. bei Esporles am Aufstieg zur Ermita de Maristella und im Parc natural de la península de Llevant zwischen dem mit finanzieller Unterstützung eines Touristikunternehmens aufgeforstetem Bosc TUI und dem Refugi des Oguers. In Gesellschaft mit Heidekrautgewächsen findet sich die Myrte (Myrtus communis).
In Kiefern- und Buschwäldern sind Aronstabgewächse als Bodendecker zu sehen, der häufigste Vertreter davon ist der Krummstab (Arisarum vulgare). Seltener ist die Fliegenfressende Schlangenwurz (Helicodiceros muscivorus), die vornehmlich in schwer zugänglichen felsigen Hängen am Cap Formentor eine Nische gefunden hat.

### Gebirgsflora
Über dem Steineichengürtel dominiert in höheren Lagen des Tramuntanagebirges eine Garrigue mit Dornpolstersträuchern. Hiervon sei der endemische Balearen-Tragant (Astragalus baleariscus) genannt, der mit seinen kissenförmigen „Igelpolstern“ weite Teile der baumlosen Felsfluren besetzt. Außerhalb der Tramuntana findet man den Kleinstrauch auch in den Bergen von Artà.
Weit verbreitet ist neben dem Rosmarinstrauch (Rosmarinus officinalis) das Balearen-Johanniskraut (Hypericum balearicus), das ausgenommen von Formentera auf allen anderen Baleareninseln vorkommt. Der reich verzweigte Strauch mit goldgelben Kronblättern kommt fast ohne Bodensubstrat aus.

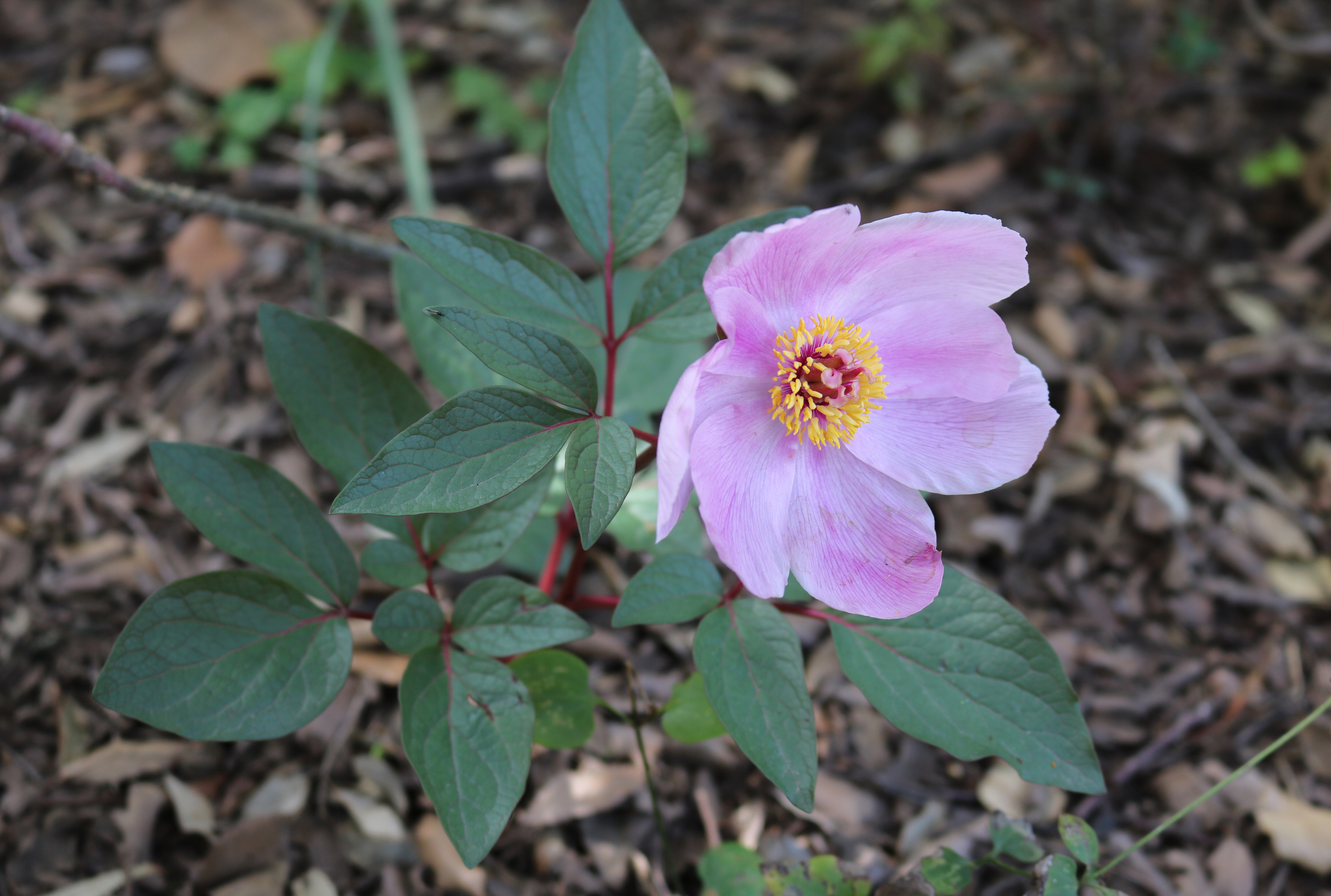
Balearen-Pfingstrose im Botanischen Garten von Sóller

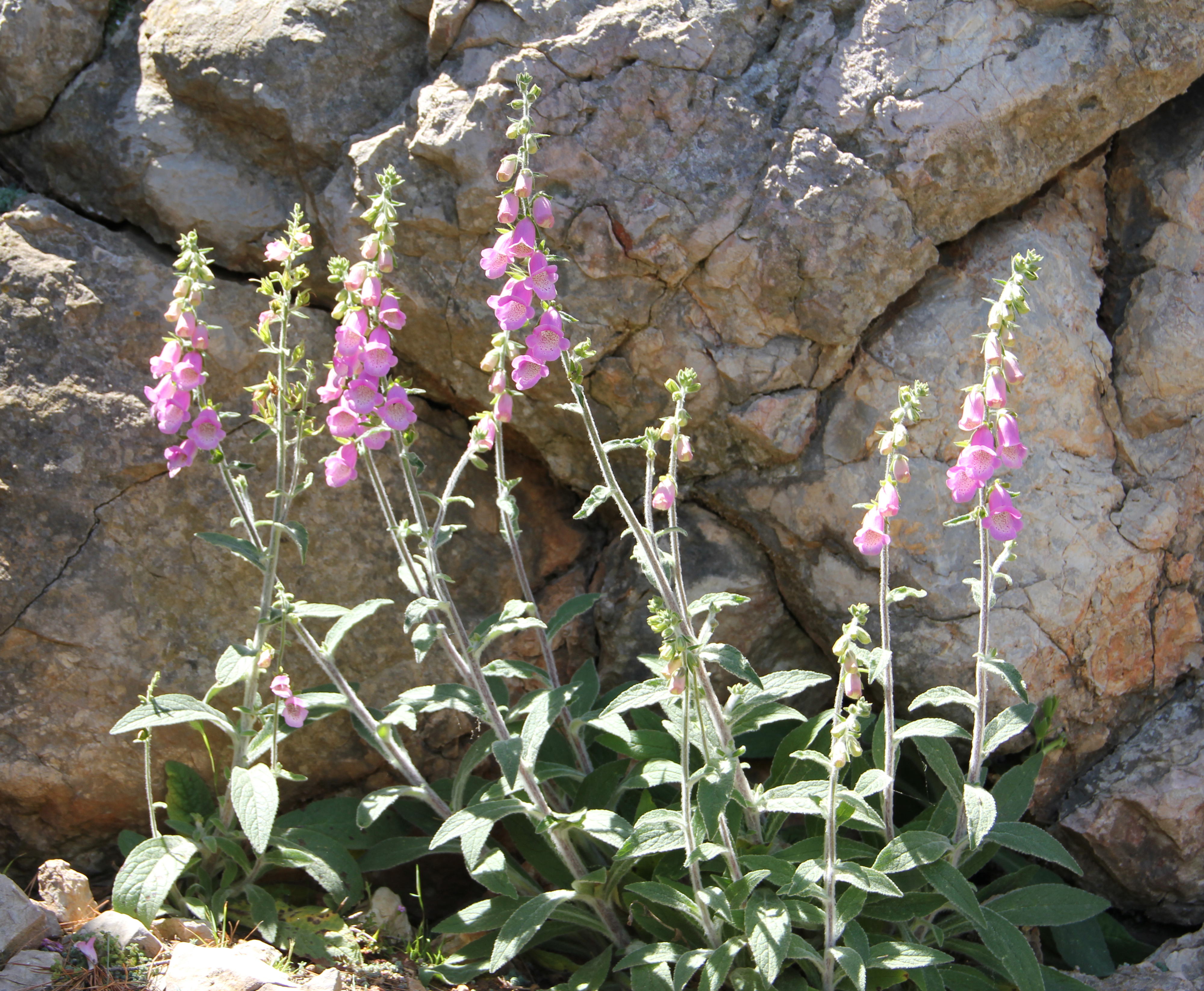
Balearen-Fingerhut an der Cala Murta

Andere Endemiten in dem stark zerklüfteten und von etlichen Schluchten durchzogenen Kalkgebirge sind:
- Balearen-Brandkraut (Phlomis italica), ist ungeachtet des Artepitheton nur auf Mallorca und Menorca anzutreffen
- Balearen-Brennnessel (Urtica bianorii), steht auf der Roten Liste der gefährdeten Arten
- Balearen-Fingerhut (Digitalis minor), ein wie alle Fingerhüte hochgiftiges Wegerichgewächs, das im Unterschied zu verwandten Arten selten über eine Wuchshöhe von 30 cm hinauskommt
- Balearen-Hahnenfuß (Ranunculus weylerii), sehr seltene gelb blühende Wildblume
- Balearen-Hufeisenklee (Hypericum balearicum), ein gelb blühender Zwergstrauch, der ähnlich wie das Balearen-Johanniskraut in Felsritzen wurzelt
- Balearen-Kohl (Brassica balearica), ist ausschließlich auf das Gebiet der Serra de Tramuntana begrenzt
- Balearen-Pfingsrose (Paeonia cambessesdesii), wird oft als das botanische Aushängeschild der mallorquinischen Flora genannt[14][15]
- Balearen-Reiherschnabel (Erodium reichardii), besticht durch von rotvioletten Adern durchzogene Kronblätter
- Glänzender Pastinak (Pastinaca lucida), eine Wildform der Kulturpastinake
- Mallorca-Veilchen (Viola jaubertiana), siedelt meist in schwer zugänglichen Schluchten und felsigem Terrain
- Stängellose Schlüsselblume (Primula acaulis subsp. balearica), liebt feuchte und schattige Standorte

## Gehölze und subtropische Ziergewächse
Neben mediterranen Gehölzen wie der Mittelmeer-Zypresse (Cupressus sempervirens) und der ursprünglich im östlichen Mittelmeerraum und Kleinasien beheimateten Morgenländischen Platane (Platanus orientalis) stehen in Parks und als Alleebaum gepflanzt zahlreiche aus aller Welt eingeführte Arten. Auffällig sind u. a. Norfolk-Araukarie (Araucaria heterophylla), Peruanischer Pfefferbaum (Schinus molle) und Zedrachbaum (Melia azedarach). Aus der Familie der Palmengewächse sind neben der Gattung Washingtonia Königspalmen (Roystonea regia) und Kanarische Dattelpalmen (Phoenix canariensis) zu nennen. Tausende Exemplare der Kanarenpalme fielen in den letzten Jahren allerdings der Palmrüsslerplage zum Opfer.
Subtropische Ziergewächsen gibt es in großer Zahl in öffentlichen Parks und Gärten, neben aus dem Mittelmeerraum stammenden Oleander (Nerium oleander), Mönchspfeffer (Vitex agnus-castus) und Gewöhnlichem Judasbaum (Cercis siliquastrum) viele aus Afrika und Übersee eingeführte Sträucher und Zierblumen. Weitverbreitete Arten sind:

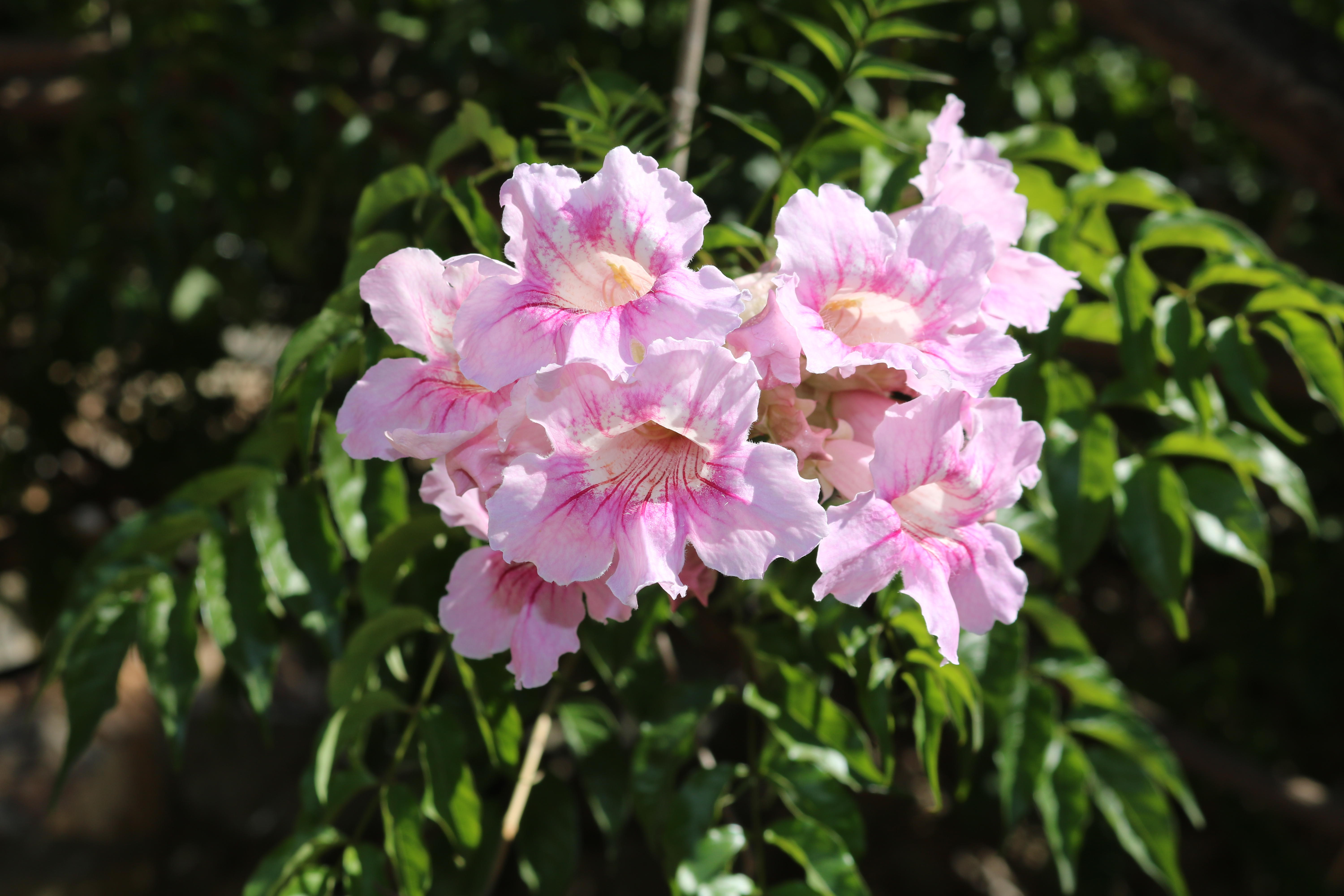
Aus Südafrika eingebürgert: Rosa Trompetenwein

- Amerikanisches Pampasgras (Cortaderia selloana)
- Echte Aloe (Aloe vera)
- Bougainvillea (Bougainvillea glabra)
- Chinesischer Klebsame (Pittosporum tobira)
- Chinesischer Roseneibisch (Hibiscus rosa-sinensis)
- Enzianstrauch (Lycianthes rantonnetii)
- Kap-Bleiwurz (Plumbago auriculata)
- Kap-Geißblatt (Tecoma capensis)
- Paradiesvogelblume (Strelitzia reginae)
- Purpur-Prunkwinde (Ipomoea purpurea)
- Rosa Trompetenwein (Podranea ricasoliana)

## Kulturland

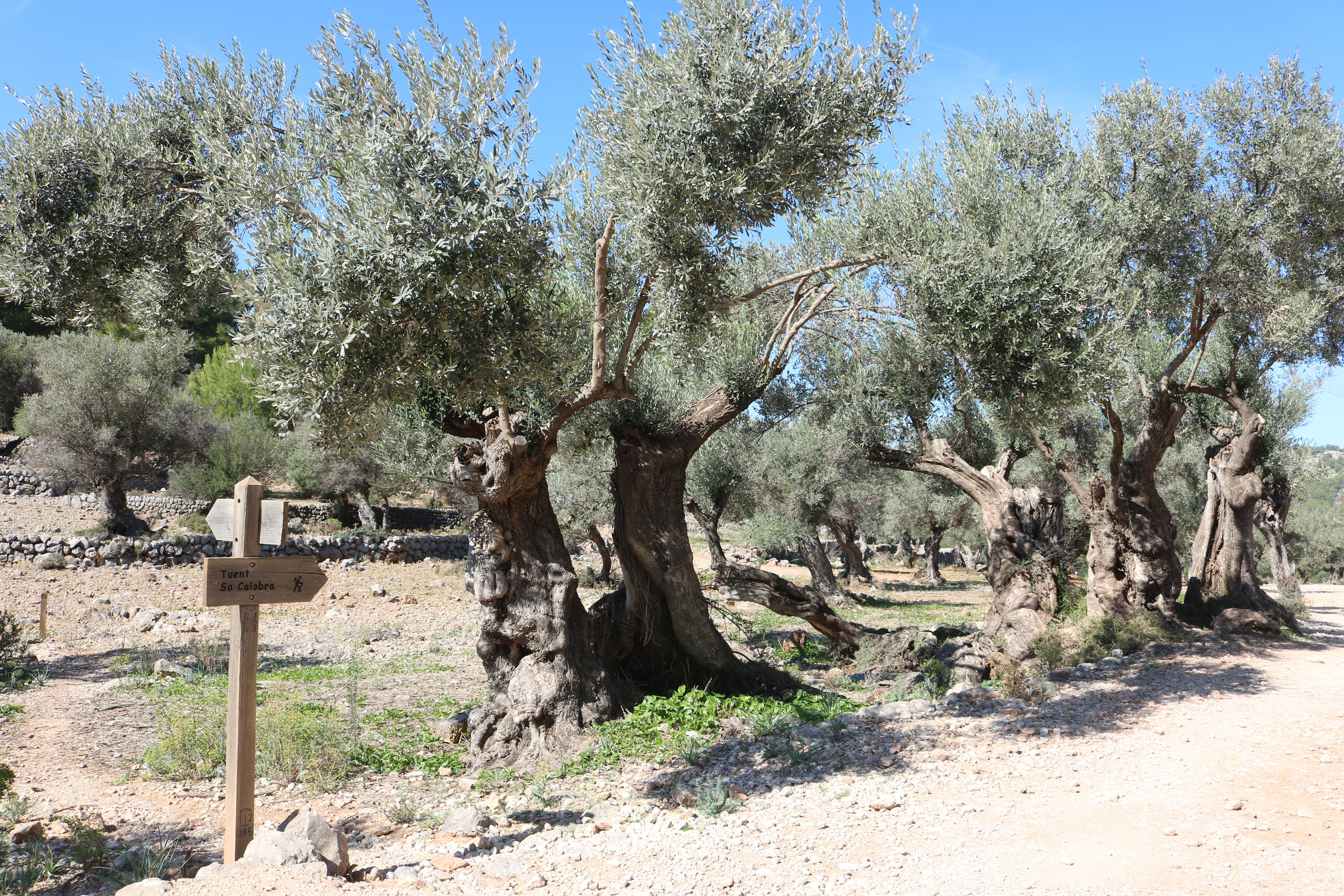
Olivenhain am Wanderweg im Tal von Bàlitx

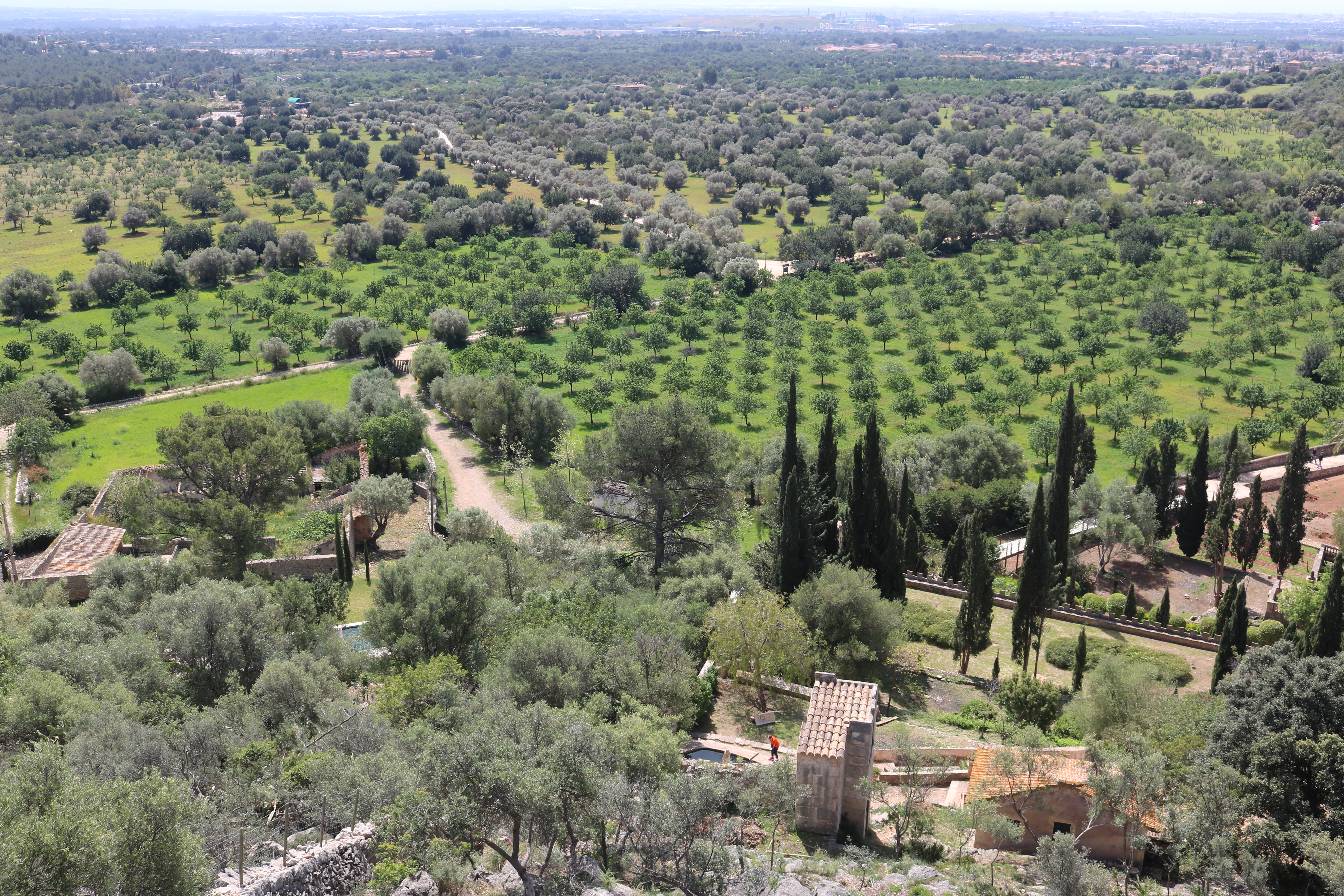
Mandel- und Johannisbrotkulturen bei Raixa

Oliven-, Mandel- und Johannisbrothaine prägen weite Teile des Kulturlandes. Vor allem Olivenbäume werden auf Mallorca wie im gesamten Mittelmeerraum seit Tausenden von Jahren kultiviert. Manche Bäume sind uralt, etwa der Olivenbaum auf der Finca Can Det bei Fornalutx. Er wurde während der arabischen Herrschaft auf Mallorca vor über tausend Jahren gepflanzt.
Ebenfalls eine lange Tradition hat die Kultur von Mandelbäumen. Die ersten Mandelhaine auf Mallorca legten die Römer vor etwa 2000 Jahre an. Schätzungen zufolge stehen heute etwa 15.000 ha unter Kultur, angesichts der starken Konkurrenz aus Kalifornien und dem spanischen Festland ist der Anbau jedoch seit Jahrzehnten rückläufig. In Gesellschaft mit Oliven- und Mandelbäumen findet sich der Johannisbrotbaum, dessen nahrhafte Schoten (Karoben) einst ein Grundnahrungsmittel waren. Heute werden Karoben überwiegend als Viehfutter verwendet.
An weiteren landwirtschaftlichen Erzeugnissen werden Weinreben und Südfrüchte angebaut, in kleinerem Umfang Granatäpfel, Feigen und Avocados, für den Eigenverbrauch auch Pfirsiche, Aprikosen Kaki und Japanische Wollmispeln. Im leicht hügeligen Pla de Mallorca gibt es in den Gemeinden Llucmajor, Llubí und Campos größere Anbauflächen mit Artischocken und Kapern. Der Kapernstrauch wächst vielerorts auch wild.

## Benachbarte Inseln

### Sa Dragonera
Von Sant Elm im äußersten Südwesten Mallorcas setzt im Sommerhalbjahr mehrmals täglich ein Linienschiff auf die vorgelagerte Insel Sa Dragonera (deutsch Dracheninsel) über (Fahrzeit 20 Minuten). Die unbewohnte und autofreie Insel wurde 1995 zusammen mit den benachbarten Inselchen Es Pantaleu und Illa Mitjana zum Parc natural de sa Dragonera erklärt. Auf der Insel kommen 361 Pflanzenarten vor, wovon 18 Balearen-Endemiten sind. Auffällig ist der in großer Zahl an Wegrändern stehende Ruten-Wundklee (Antyllis cytisoides).

### Cabrera

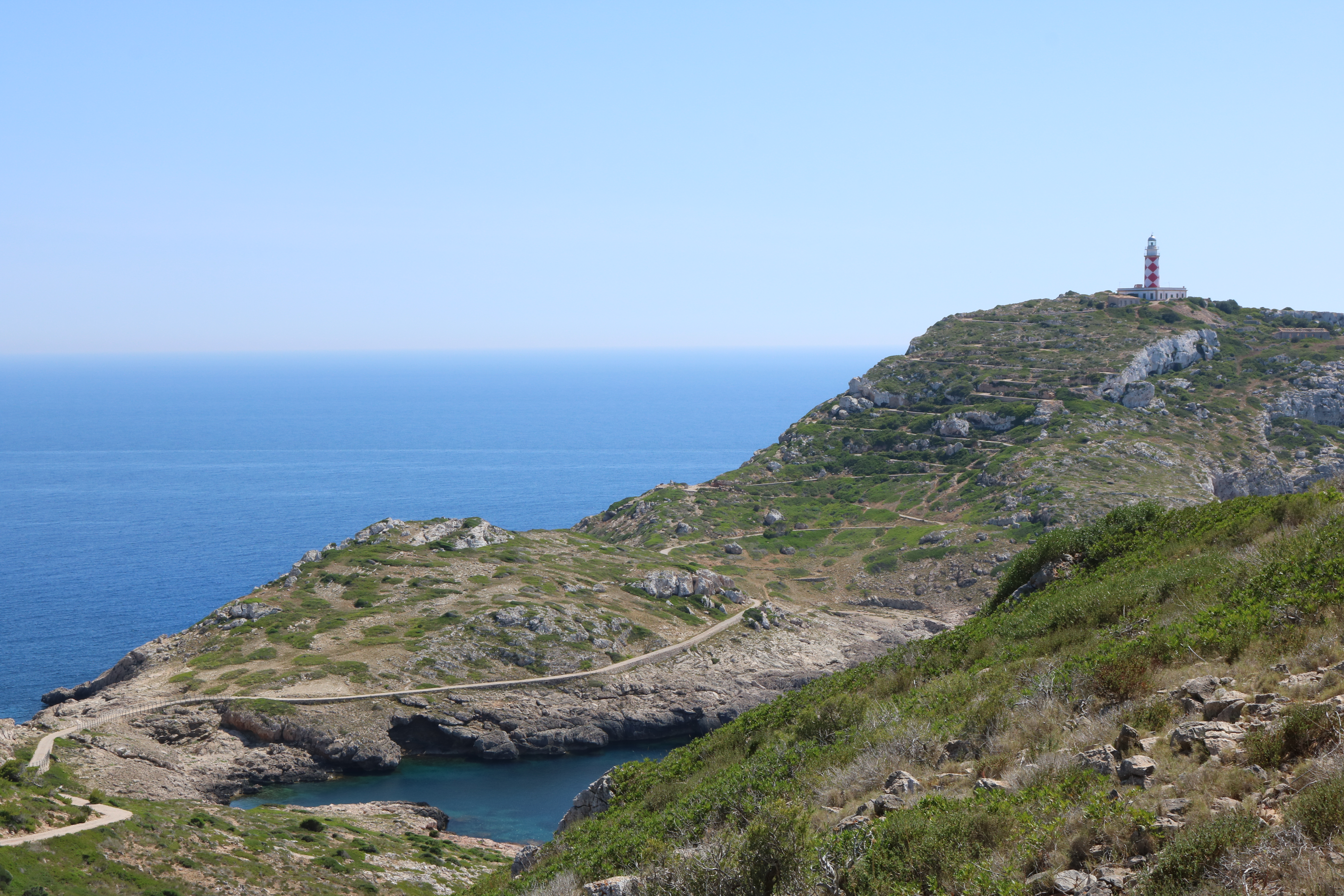
Leuchtturm auf Cabrera

Ebenfalls unbewohnt und autofrei ist der aus 18 kleinen Inseln bestehende Cabrera-Archipel (deutsch Ziegen-Archipel) zwei Seemeilen südlich von Colònia de Sant Jordi. Verwaltungsmäßig ist die Inselgruppe genauso wie Sa Dragonera Mallorca unterstellt und seit 1991 als Nationalpark geschützt. Nach der Einrichtung des Schutzgebietes wurden die dort weidenden Ziegen von den Inseln verbannt, seither kann sich die artenreiche Garrigue ungestört entfalten.
Vom Schiffsanleger auf der Hauptinsel erreicht man auf einem etwa einstündigen Wanderweg durch Macchie und Garrigue einen verwilderten kleinen botanischen Garten, in dem u. a. der Zitronengelbe Schneckenklee (Medicago arborea subsp. citrina) steht, ein Balearen-Endemit, der ansonsten nur an wenigen anderen Standorten auf Mallorca und Ibiza zu finden ist. Andere seltene Arten sind Balearen-Pfingstrose, Balearen-Kreuzdorn und Fliegenfressende Schlangenwurz. Ausschließlich auf Cabrera kommt Rubia balearica subsp. caespitosa vor.

### Menorca

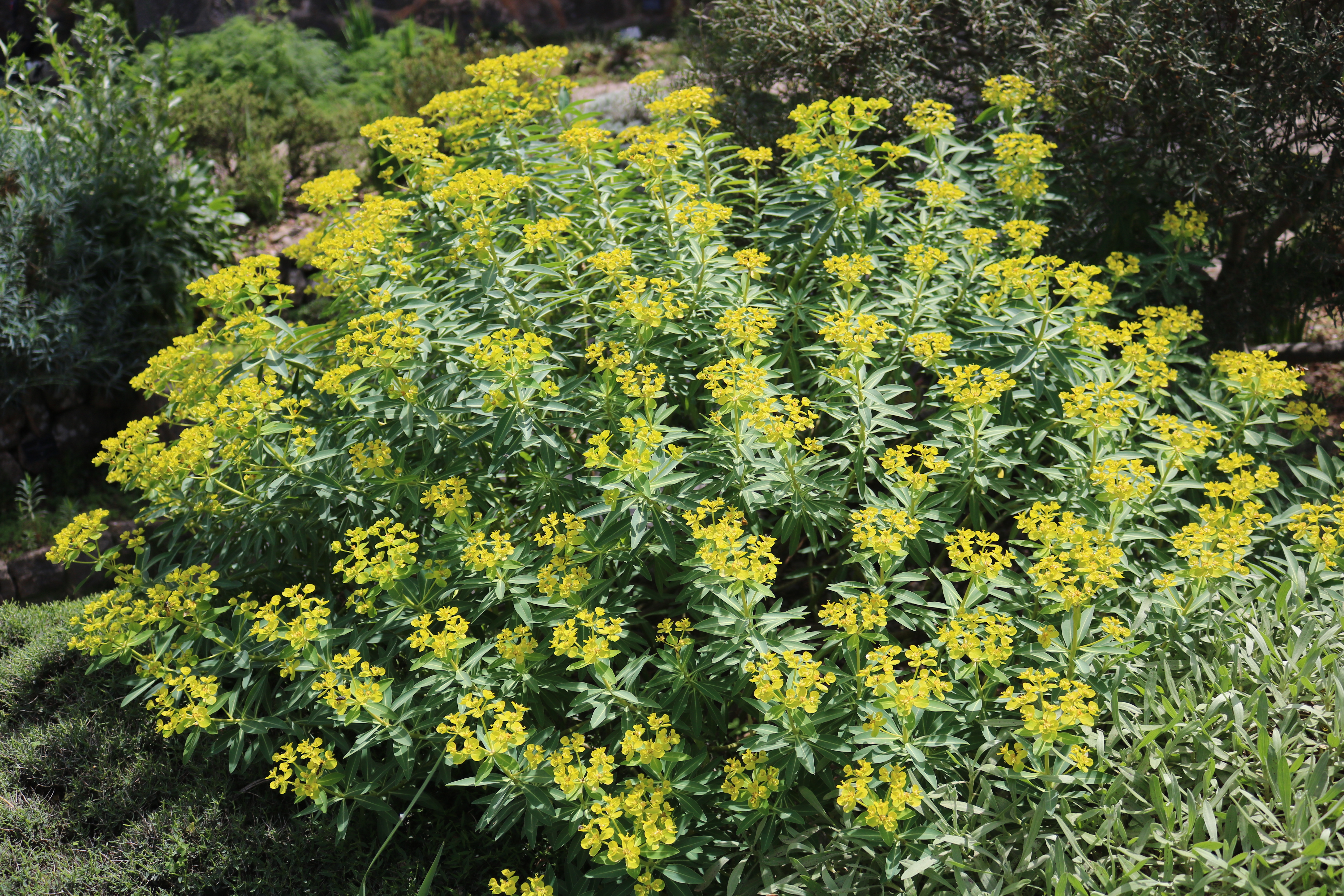
Margalides-Wolfsmilch

Bis zum Ende der letzten Kaltzeit vor etwa 11 700 Jahren gab es zur östlich von Mallorca gelegenen Insel Menorca eine Landbrücke, die erst durch die erneute Erderwärmung unter den Meeresspiegel sank. Die Vegetation auf der zweitgrößten Baleareninsel ist von daher jener auf Mallorca sehr ähnlich. Angesichts der relativ schwachen Höhenzonierung, der höchste Berg Monte Toro misst 357 Meter, ist eine Gebirgsflora nicht existent. Ein vom Aussterben bedrohter Doldenblütler ist Apium bermejoi, eine kleine Population des Menorca-Endemiten ist für die Nordostküste Menorcas nachgewiesen.

### Ibiza und Formentera
Auch die Vegetation der im Südwesten Mallorcas durch eine schmale Meerenge voneinander getrennten Inseln Ibiza und Formentera (es gab dort in der letzten Kaltzeit ebenfalls eine Landverbindung) entspricht im Wesentlichen den auf Mallorca vorherrschenden Arten. Eine endemische Art Ibizas ist die Margalides-Wolfsmilch (Euphorbia margalidiana). Sie kommt ausschließlich auf einer der Nordküste vorgelagerten Felseninsel vor.

## Einfluss des Menschen

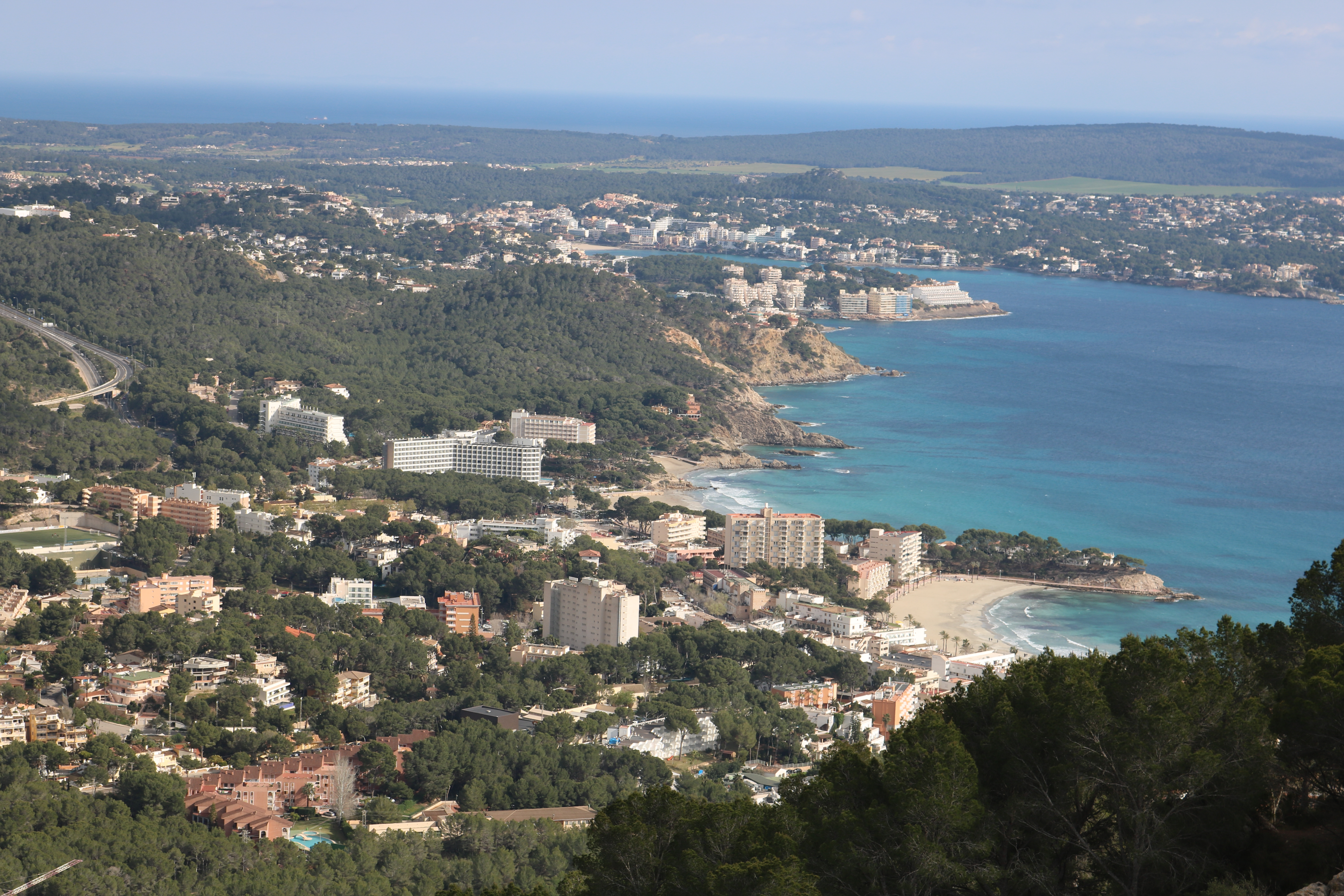
Der Badeort Peguera an der Südwestküste

### Gefährdung
Der Massentourismus hat vornehmlich an den Küsten Mallorcas Spuren hinterlassen. Seit Beginn der touristischen Erschließung Ende der 1950er Jahre wurden etliche Strände zubetoniert. Der Bau von Autobahnen, Jachthäfen und Golfplätzen hatte tiefgreifende Einschnitte im Ökosystem zur Folge. An vielen touristisch erschlossenen Stränden ist die natürliche Vegetation praktisch verschwunden. Beispielsweise steht der früher weit verbreitete Phönizische Wacholder mittlerweile auf der Liste der vom Aussterben bedrohten Arten. Da der Tourismus der hauptsächliche Wirtschaftsfaktor Mallorcas ist, dürfte die Situation in dieser Hinsicht in naher Zukunft weiter angespannt bleiben.
Kritisch gesehen wird auch die Aufbereitung und Vergrößerung der Strände für den Tourismus, indem neuer Sand aufgeschüttet und angeschwemmtes Neptungas entfernt wird.

### Neophyten

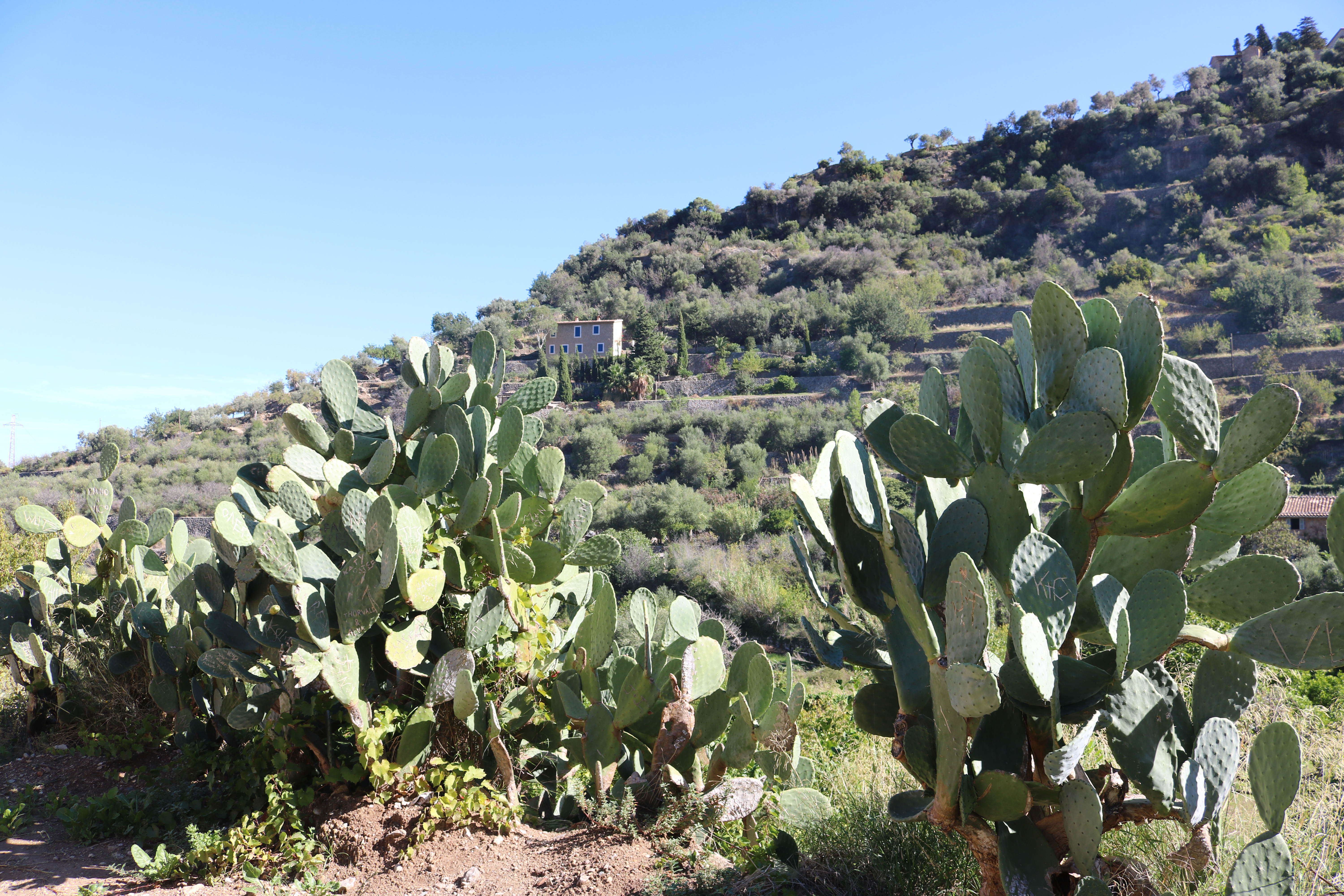
Opuntien bei Deià

Von den eingeschleppten Arten sind auf Mallorca u. a. Agave americana, Opuntien, das ursprünglich in Südamerika beheimatete Amerikanische Pampasgras und der aus Südafrika stammende Nickende Sauerklee (Oxalis pes-caprae) zu nennen. Ebenfalls aus Südafrika eingebürgert sind Mittagsblumengewächse wie (Carpobrotus acinaciformis) und (Carpobrotus edulis). Sie haben invasiven Charakter und verdrängen die lokale Flora.

### Schutz

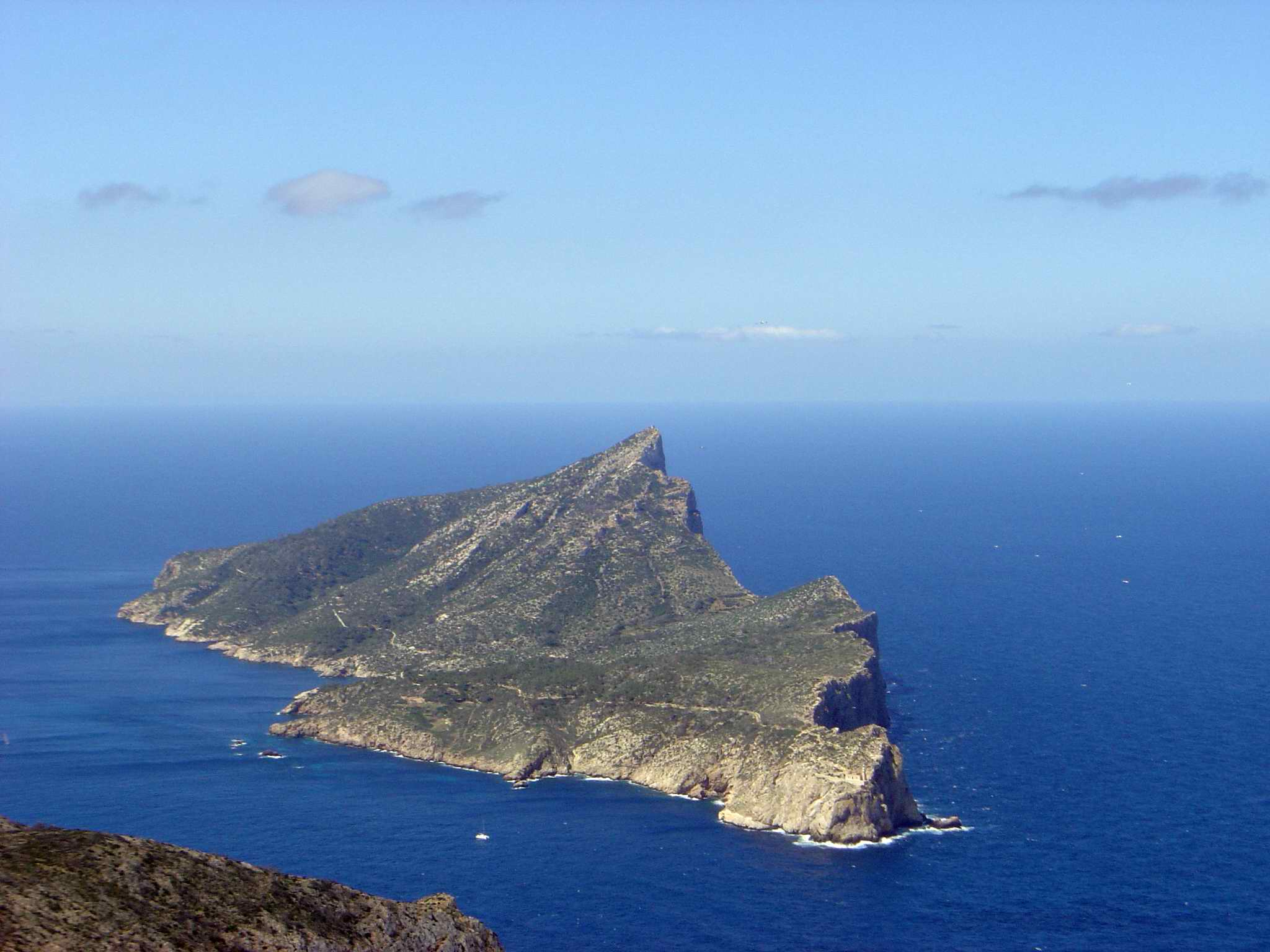
Sa Dragonera (Dracheninsel)

In den letzten Jahrzehnten wurde von Seiten der Inselregierung viel in den Umweltschutz investiert, viele Mallorquiner sind jedoch der Ansicht es hätte noch mehr sein können. Im August 2024 protestierten in der Hauptstadt Palma 20 000 Menschen gegen die Auswüchse des Tourismus auf ihrer Insel, ein Teil der Aktion war die zeitweise Besetzung des Strandabschnittes am Balneario 6 (Ballermann 6) an der Platja de Palma.
Ein gutes Drittel der Inselfläche ist als Schutzgebiet ausgewiesen. Seit 1988 wurden sieben Naturparks eingerichtet, komplett unter Schutz stehen die vorgelagerte Insel Sa Dragonera und der Cabrera-Archipel. 2016 führte die Inselregierung eine Touristensteuer (Ecotasa) ein, mit der vornehmlich Umweltschutz-Projekte finanziert werden.
Eine wichtige Rolle spielt der Umweltverband Grup Balear d’Ornitologia i Defensa de la Naturalesa (GOB). Die ursprünglich aus einer 1973 gegründeten Vogelschutzorganisation hervorgegangene Umweltgruppe setzt sich für den Artenschutz und die weitere Ausweitung von Schutzgebieten ein. Die Gruppe hatte u. a. einen maßgeblichen Anteil daran, dass die Bebauung des Strandes von Es Trenc verhindert werden konnte.
Die Naturreservate Mallorcas:

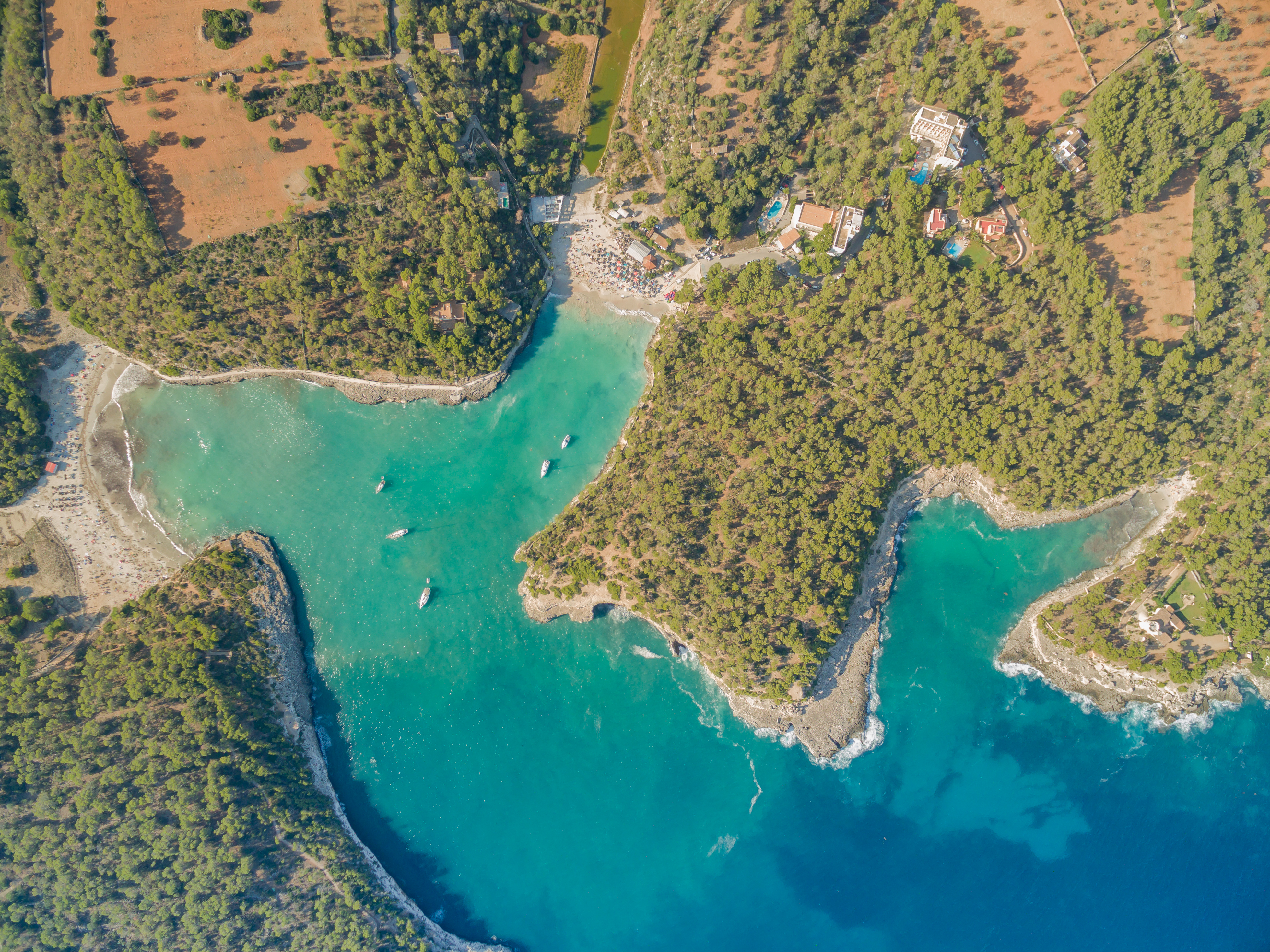
Naturpark Mondragó

- Parc nacional maritimoterrestre de l’Arxipèlag de Cabrera
- Parc natural de s’Albufera de Mallorca
- Parc natural de Mondragó
- Parc natural de sa Dragonera
- Parc natural de la península de Llevant
- Parc natural maritimoterrestre es Trenc-Salobrar de Campos
- Paratge natural de la Serra de Tramuntana